# Gossip Girl (série littéraire)
Pour les articles homonymes, voir Gossip Girl.
Gossip Girl est une série de dix-sept livres à succès écrite par Cecily von Ziegesar et destinée aux adolescents (à partir de 12 ans). Elle a été publiée par fleuve éditions le 26 janvier 2006.
La saga relate la vie d'un jeunes groupe d'adolescents issus de la haute société new-yorkaise résidant dans le quartier le plus chic de Manhattan : l'Upper East Side. La narratrice, anonyme, semble être une étudiante du lycée privé pour filles Constance Billard (Constance Billard School for Girls) où sont également scolarisées les héroïnes de l'histoire. Pour créer son univers, Cecily von Ziegesar s'est inspirée de l'école privée Nightingale-Bamford School - située dans l'Upper East Side - au sein de laquelle elle a elle-même étudié quand elle était plus jeune. On retrouve dans chacun des livres de la série (tous les deux chapitres environ) quelques paragraphes extraits, semble-t-il, d'un site internet sur lequel sont publiés des ragots concernant les personnages principaux de la saga. L'intrigue tourne alors autour de ces mêmes rumeurs.
La saga est divisée en deux séries de livres. La première relate les aventures de Serena Van der Woodsen, Blair Waldorf (Olivia Waldorf dans la version traduite en français), Nathaniel Archibald, Daniel Humphrey et Vanessa Abrams depuis leur année de terminale jusqu'à la fin de leurs études universitaires mais aussi celles de Jennifer Humphrey depuis sa troisième année au lycée jusqu'à sa première année à l'université. Elle s'étend du préquel (le tome 17), directement suivi par le tome 1, jusqu'au tome 11 inclus auxquels vient s'ajouter le séquel (le tome 16). L'histoire débute quand la célèbre et sublime Serena Van Der Woodsen, ancienne reine des nuits new-yorkaises, débarque tout droit de son pensionnat à Manhattan après une année d'absence. Pourquoi est-elle partie? Pourquoi est-elle revenue? Ce sont les questions que tout le monde se pose. Dès son arrivée, sa meilleure amie d'enfance, Blair/Olivia, lui met des bâtons dans les roues. Quant à Nate, le petit ami de cette dernière, il semble troublé...
La seconde partie relate l'arrivée des triplés Avery, Owen et Baby Carlyle en ville et leur adaptation à leur nouvelle vie dans les quartiers chics de Manhattan. Elle s'étend du tome 12 au tome 15 inclus.

## Synopsis
À la suite de la mort de leur grand-mère, les triplés Avery, Owen et Baby Carlyle et leur mère quittent Nantucket et emménagent dans l'Upper East Side, dans l'ancien appartement des Waldorf. Ils intègrent les lycées privés de Constance Billard (= Constance Billard School for Girls) et Saint Jude's (= Saint Jude's School for Boys) et découvrent la vie trépidante et glamour des adolescents de la haute société new-yorkaise. Mais pour devenir les nouveaux rois et reines de Manhattan, ils devront parvenir à séduire les tenants du pouvoir en place : Jack, Rhys, J.P. et Kelsey.

## Livres
- 1er livre/Tome 17 (Prequel) : Nous étions faits pour nous entendre
  - Tome 1 : Ça fait tellement de bien de dire du mal
  - Tome 2 : Vous m'adorez, ne dites pas le contraire
  - Tome 3 : Je veux tout, tout de suite
  - Tome 4 : Tout le monde en parle
  - Tome 5 : C'est pour ça qu'on l'aime
  - Tome 6 : C'est toi que je veux
  - Tome 7 : Je suis parfaite, et alors ?
  - Tome 8 : Ma meilleure ennemie
  - Tome 9 : Même pas en rêve
  - Tome 10 : Comme si j'allais te mentir
  - Tome 11 : T'as pas intérêt à m'oublier
  - Tome 12 : Le trio infernal
  - Tome 13 : On n'en a jamais assez
  - Tome 14 : C'est quand tu veux !
  - Tome 15 : C'est toujours mieux ailleurs !
  - Tome 16 (Sequel) : On s'aimera toujours
  - Tome 17 : Psycho Killer

Du tome 12 au tome 15 inclus, les héros sont les triplés Carlyle (Avery, Owen et Baby). En anglais, ces livres sont un spin-off de Gossip Girl publiés sous le titre The Carlyles.
Est également sorti en 2008 le titre Nous étions faits pour nous entendre avec le sous-titre « Les débuts de Gossip Girl ». On pourrait penser qu'il remplace le tome 1 Ça fait tellement de bien de dire du mal mais le contenu est différent et beaucoup plus dense quant au nombre de pages : 438 contre 206 pour le tome 1.

## Romans dérivés
It Girl est dérivée de Gossip Girl et est issue de l'imagination de la même autrice. Elle raconte les nouvelles aventures de l'un des personnages de la première saga : Jenny Humphrey.
À la fin de sa troisième année au lycée privé pour filles Constance-Billard, un établissement privé très huppé de l'Upper East Side à New York, elle ruine sa réputation en dormant avec les membres d'un groupe de rock branché, The Raves. Risquant d'entacher par la même occasion l'image de son école, elle est dès lors envoyée au pensionnat tout aussi huppé de Waverly Prep où elle cherche à devenir la nouvelle It Girl (fille en vue).
1. It Girl (The It Girl)
2. Ça reste entre nous (Notorious)
3. Les scrupules ? Connais pas... (Reckless)
4. Tu me le paieras ! (Unforgettable)
5. Veinarde ! (Lucky)
6. Tentation (Tempted)
7. Bonjour la réputation ! (Infamous)
8. Que la fête commence ! (Adored)
9. No limit!
10. Campus in love

## Personnages principaux de la série de livresno1
- Gossip Girl : Gossip Girl est la narratrice anonyme de la série. Elle détient tous les derniers potins traitant de la vie de l'élite sociale new-yorkaise et les partage avec la jeunesse de l'Upper East Side par le biais d'un blog en ligne au sein duquel elle détaille par rubriques les faits et gestes de ses camarades les plus populaires. Soucieuse de préserver son anonymat, elle ne dévoile qu'un minimum d'informations sur sa vie privée, semant parfois de ci et de là quelques indices afin de piquer l'attention des amateurs de sa prose. Certains éléments de sa personnalité tendent quelquefois à confondre les lecteurs en rappelant tantôt un certain personnage tantôt un autre. Elle avoue entre autres être une étudiante de terminale du lycée Constance Billard (= Constance Billard School for Girls) et habiter dans l'Upper East Side et prétend être très sexy[2]. À la fin du tome 4, de nombreux indices peuvent laisser supposer qu'on a affaire à Chuck Bass.
- Blair Cornelia Waldorf (Olivia Cornelia Waldorf dans la version littéraire francophone) : Description physique (selon les livres) : Blair/Olivia est de taille moyenne; elle est mince et musclée, sa poitrine emplit un bonnet B, elle a un corps bien proportionné, de longs cheveux châtains foncés couleur noix, des yeux d'une couleur bleu cobalt, des lèvres rouges, un menton aristocratique et un petit visage de renard aux traits fins.

Blair/Olivia est une jolie jeune fille perfectionniste et travailleuse qui présente une personnalité compulsive et souffre de troubles alimentaires. Ambitieuse, elle est prête à tout pour réussir et ne recule devant aucun des obstacles que la vie dresse sur sa route vers la réussite. Cependant, très impulsive, elle agit souvent sous l'effet de la colère ou du chagrin et commet ainsi à de nombreuses reprises des actes irréfléchis qu'il lui faut ensuite défaire. Blair/Olivia se soucie peu de ce que les autres pensent d'elle et ne se préoccupe que de son avenir. Despotique et autoritaire, elle aime que son entourage se conduise comme elle le désire et devient irascible lorsque ce n'est pas le cas. Mais si la jeune femme est assez égocentrique, elle peut aussi parfois faire preuve de beaucoup d'empathie, notamment envers ses cadets. De plus, de nature résolument romantique et idéaliste, elle imagine souvent sa vie comme un conte de fée. Si quelque peu snob et hautaine sur les bords, Blair reste malgré tout l'une des filles les plus populaires de l'Upper East Side et possède sa propre cour autour d'elle. Passionnée de mode, elle porte toujours les plus belles chaussures de la série et, très sportive, fait également montre d'un immense talent pour le tennis, discipline dans laquelle elle est d'ailleurs très bien classée au niveau national. Blair/Olivia est la fille aînée des richissimes Harold Waldorf et Eleanor Waldorf -un avocat d'affaires réputé et une mondaine d'origine écossaise- et a un frère, Tyler Waldorf, de cinq ans son cadet. Son animal de compagnie est une petite chatte de la race bleu russe, prénommée Kitty Minky. Ses parents divorcent quand l'homosexualité de son père est enfin révélée au grand jour et celui-ci ne décide de s'exiler définitivement dans le sud de la France avec son jeune amant pour échapper au scandale. Après cette douloureuse séparation, Eleanor, sa mère, fait la connaissance de Cyrus Rose, un promoteur immobilier juif, et l'épouse peu de temps après leur rencontre. Blair/Olivia hérite alors par la même occasion d'un beau-frère anarchiste, pacifiste et végétalien, Aaron Rose, qu'elle ne peut d'abord pas supporter mais qui finira bientôt par gagner son respect. De cette nouvelle union naît également la demi-sœur de Blair/Olivia, Tyler et Aaron, la petite Yale Rose, prénommée ainsi par Blair/Olivia en hommage à son université de cœur. Lorsque débute la saga, Blair/Olivia est élève au lycée privé pour filles Constance-Billard (= Constance Billard School for Girls) dont elle est le meilleur élément de sa promotion et sa vie entière tourne autour de son obsession d'entrer à l'université Yale en compagnie de son amoureux, Nathaniel Archibald (dit Nate) - avec lequel elle ne cesse de rompre et de se réconcilier - et de concrétiser enfin cette relation par une vie commune voire un mariage. Dans la première partie de la série littéraire, elle est également obnubilée par l'idée de faire l'amour pour la première fois de sa vie avec lui. Blair/Olivia idolâtre l'actrice Audrey Hepburn à tel point qu'elle mène sa vie de la même façon qu'elle imagine que son modèle le ferait. Elle transforme souvent certaines aventures en scénarios qu'elle joue comme si elle campait le rôle principal dans le film de sa vie. Bien qu'elle soit belle et plus que riche, Blair/Olivia est constamment assaillie par des doutes et sa vie est bien moins parfaite qu'elle ne le souhaiterait. Malgré ses brillants résultats académiques et ses nombreuses activités extrascolaires (tennis, mentorat, animation du club français, direction de la commission des services sociaux et du comité d'organisation d'événements du lycée, présidence de nombreuses associations de jeunes, etc.), elle voit sa candidature inexplicablement rejetée par la plupart des universités auxquelles elle postule durant son année de terminale, excepté par Georgetown qui l'accepte aussitôt parmi ses lauréats et Yale qui, dans un premier temps cependant, la place à son plus grand dam sur liste d'attente. Alors qu'elle est sur le point d'entamer ses études supérieures, son père -qui s'est remarié à son tour- adopte des jumeaux cambodgiens en bas âge, Pierre et Pauline Waldorf, régalant ainsi Blair/Olivia -désespérée à l'idée de ne plus être le centre de toutes les attentions familiales - de deux demi-frères supplémentaires. Après le lycée, la jeune fille intègre enfin l'université de ses rêves, Yale, et y étudie durant quatre ans les sciences politiques dans l'espoir d'être ensuite admise en faculté de droit. Durant son cursus, son ambition va même l'amener à travailler sur la campagne d'un sénateur du Connecticut. Enfin, en quatrième et dernière année de son premier cycle d'études universitaires, elle décroche un stage dans un cabinet d'avocats new-yorkais prestigieux, MacMahon Cannon. Blair/Olivia a Serena Van der Woodsen pour meilleure amie depuis l'enfance et bien qu'elle l'aime de tout son cœur, passe son temps à la jalouser. Elle devient également, au cours de son année de terminale, la colocataire provisoire et l'amie de Vanessa Abrams ainsi qu'une sorte de mentor pour Jennifer Humphrey et Elise Wells.
- Liste de ses conquêtes amoureuses : Nathaniel Fitzwilliam Archibald, Miles Ingram, Owen Wells, Erik Van der Woodsen, Stanford Parris V, Lord Marcus Beaton-Rhodes, Jason Bridges, Pete Carlson et Charles Bartholomew Bass.
- Liste de ses ami.e.s : Serena Caroline Van der Woodsen, Vanessa Marigold Abrams, Aaron Elihue Rose, Kitty Minky, Kati Farkas, Isabel Siobhan Coates, Laura Salmon, Rain Hoffstetter, Alana Hoffman, ...
- Serena Caroline Van Der Woodsen (= Serena Celia Van der Woodsen dans l'adaptation télévisée de la série) : Description physique (selon les livres) : Serena est mince, grande, élancée, a la taille fine, des hanches fines, des épaules fines, un ventre plat, des fesses bien galbées et de longues et fines jambes ; elle fait un 90 B de tour de poitrine et a un visage parfaitement ciselé, une peau claire, des joues roses, de longs cheveux d'une couleur or clair qui bouclent légèrement sur ses tempes, une bouche pleine rebiquant aux coins, un menton aristocratique, de grands yeux bleus foncés, presque bleu marine et des dents blanches et bien droites. Sa beauté est telle qu'elle en paraît presque surnaturelle.

Serena est la plus belle, la plus riche, la plus cool, la plus populaire et la plus sauvage des héroïnes de la série ainsi qu'une talentueuse actrice. « Elle est la fille que tous les garçons désirent et que toutes les filles désirent être » (réf.: Phrase du résumé à l'arrière des livres). Elle est la fille cadette du couple de milliardaires William et Lillian (dite Lily) Van der Woodsen - le P.D.G. d'une immense et très lucrative entreprise néerlandaise et une collectionneuse d'art philanthrope, tous deux membres du conseil d'administration de la plupart des grandes organisations caritatives et artistiques de la ville- et a un frère plus âgé qu'elle d'un an? / de trois ans ? (cette information reste confuse dans les romans), Erik, qui est étudiant à l'université Brown. Elle étudie au lycée privé pour filles Constance-Billard jusqu'à la fin de son année de seconde puis est admise à l'Hanover Academy, un pensionnat mixte très huppé, dont elle est finalement renvoyée un an plus tard pour avoir pris la liberté de prolonger ses vacances d'été sans l'aval préalable de la direction de l'établissement. Elle revient donc ensuite à New York où son ancienne école accepte de la réintégrer en son sein pour son année de terminale. Serena est une personne gentille et compatissante, une bonne nature qui ne souhaite que le bien d'autrui mais aussi une adolescente quelque peu immature et assez instable. Elle s'ennuie facilement et cherche toujours à passer du bon temps. Tous les garçons hétéro-/bi-/pan- sexuels et les filles homo-/bi-/pan- sexuelles sans exception vivant à New York essayent constamment de la séduire même si elle est incapable d'entretenir une relation amoureuse plus de quelques jours. C'est avec le beau-frère de Blair/Olivia, Aaron Rose, qu'elle est restée en couple le plus longtemps. Elle a aussi brièvement fréquenté Daniel Humphrey et Flow, le chanteur du groupe de musique 45. Un peu feignante sur les bords, nonchalante et indécise, elle est malgré tout intelligente et perspicace et possède de nombreuses compétences qui l'aideront entre autres à obtenir une excellente note aux S.A.T. (tests d'admission à l'université), ce qui lui vaudra d'être admise dans une sélection des facultés les plus prestigieuses du pays. Cependant, Serena ne prend jamais pleinement conscience de l'étendue de son potentiel et s'égare quelques fois sur le chemin de la vie, incapable de se fixer des lignes de conduite ou de produire de réels efforts pour atteindre des objectifs élevés. Charismatique, enthousiaste, drôle et avenante, la jeune fille n'éprouve aucune difficulté à se faire des amis partout où elle va ni à décrocher les meilleures opportunités, qu'elle les ait réellement désirées ou pas, qu'elle les ait méritées ou pas. Bien qu'extrêmement belle, Serena prête en réalité assez peu d'attention à son allure et a même la fâcheuse manie de se ronger les ongles. À cause de son esprit libre, elle et Blair/Olivia, sa meilleure amie depuis l'enfance, finissent souvent par se disputer. Mais, malgré leurs fréquentes rixes et l'attitude parfois ouvertement hostile de la jolie brune à son égard, la jeune femme continue tout au long de la série à se soucier du bien-être de sa comparse. Serena entretient également une histoire compliquée avec Nate, son meilleur ami, avec qui elle a perdu sa virginité à l'âge de quinze ans. En effet, les deux jeunes gens ne savent jamais s'ils s'aiment ou s'ils sont amis. La belle blonde a tout un temps expérimenté le mannequinat (en posant notamment pour des photographes de mode ou portraitistes reconnus, en défilant à la Fashion Week de New York pour un styliste célèbre, en servant d'égérie à une marque de parfum qui porte son nom ou encore en faisant la couverture d'un magazine de mode à la renommée internationale) avant de décrocher finalement le premier rôle féminin dans un remake de Diamants sur canapé et sa suite au cinéma, prestations par ailleurs encensées par la critique. Au terme de ses études secondaires, elle décide de prendre une pause d'un an dans sa scolarité pour se consacrer à cette nouvelle carrière et tenter de découvrir qui elle est dans l'intervalle, avant de reprendre au bout du compte le chemin de l'université. Elle fréquentera alors, dans un premier temps, la New School de New York durant une année puis intégrera la prestigieuse université Yale dont elle sortira diplômée à peine deux ans plus tard. Si Serena n'est jamais parvenue à choisir une orientation académique bien spécifique, on sait cependant que ses cours universitaires s'articulaient principalement autour de la philosophie, du théâtre et de la littérature. Au cours de son année de terminale, elle devient amie avec Vanessa Abrams et Georgina Spark et prend Jennifer Humphrey sous son aile .
- Liste de ses conquêtes amoureuses : Nathaniel Fitzwilliam Archibald, Charles, Nicolas, Henry, Daniel Randolph Jonah Humphrey, Julian Prospere (dit Flow), Aaron Elihue Rose, Drew et Christian.
- Liste de ses ami.e.s : Blair/Olivia Cornelia Waldorf, Vanessa Marigold Abrams, Jennifer Tallulah Humphrey, Georgina Spark, Amanda Atkins, Alysia, Alison, Thaddeus Smith, Serge, ...
- Nathaniel Fitzwilliam Archibald (dit Nate) : Nate est grand (il mesure un mètre et quatre-vingt-cinq centimètres de haut), mince, large d'épaules et musclé ; il a un visage anguleux, un torse carré, des cheveux ondulés de couleur châtain clair parsemés de mèches blond doré, des dents blanches et des yeux d'un vert foncé pétillant.

Nate compte parmi les garçons les plus séduisants de l'Upper East Side et est aussi le petit ami par intermittence de Blair/Olivia, un passionné de voilier et de navigation, un joueur talentueux de crosse et un usager régulier de marijuana. Il est le fils unique d'un très riche banquier, le Capitaine Howard Archibald (dit Capitaine Archibald), et d'Anne, une aristocrate française fortunée. Il oscille constamment entre ses sentiments pour Blair/Olivia et ceux qu'il éprouve pour Serena, avec qui il a perdu sa virginité... Jusqu'à ce qu'il soit contraint de suivre une cure dans un centre de désintoxication et y rencontre Georgina Spark, la fille qui va malgré elle l'aider à changer. Nate ne sait jamais ce qu'il veut et, sitôt qu'il est confronté à une difficulté, opte pour la fuite. Il étudie au lycée privé pour garçons Saint Jude's (= Saint Jude's School for Boys) avec ses meilleurs amis, Anthony Avuldsen, Charlie Dern et Jeremy Tompkinson. Ses prouesses sur le terrain de crosse lui vaudront, bien qu'il soit un élève moyen en raison de son addiction à la marijuana, d'être admis dans la plupart des universités de l'Ivy League, sans l'avoir vraiment désiré, comme la majeure partie des choses qu'il obtient. Il est également le sujet le plus courant de discorde entre Blair/Olivia et Serena et ne peut s'empêcher de tromper ses petites amies. Cependant, malgré son inconstance affective et sa nature indécise et lymphatique, Nate est un jeune homme qui présente une personnalité sensible et compatissante. Parce qu'il a volé le Viagra de son entraîneur de crosse à la fin du lycée, il n'obtient pas son diplôme et décide alors de partir faire le tour du monde en bateau avec l'ancien mentor de son père pour éviter d'avoir à choisir entre sa petite amie et sa meilleure amie. À son retour, quelques mois plus tard, désireux de trouver sa voie, il intègre -sur les recommandations de son nouveau meilleur ami, Charles Bass (dit Chuck) - une université aux méthodes d'apprentissage peu communes, Deep Springs College, qu'il fréquentera pendant deux ans avant d'être admis dans la prestigieuse université Brown afin d'y achever sa scolarité au sein de la filière d'études américaines.
- Liste de ses conquêtes amoureuses : Serena Caroline Van der Woodsen, Blair/Olivia Cornelia Waldorf, Jennifer Tallulah Humphrey, Georgina Spark, Lexie, Brigid, Tawny...
- Liste de ses ami.e.s : Charlie Dern, Jeremy Tompkinson, Anthony Avuldsen, Charles White (dit Chips), Charles Bartholomew Bass, John Gause, Ryan O'Brien, ...
- Daniel Randolph Jonah Humphrey (dit Dan) : Dan est grand (un mètre et quatre-vingt centimètres de haut), maigre, a la peau pâle, le visage cireux, des cheveux noirs et hirsutes, de longues pattes et des yeux marron.

Dan est un talentueux poète existentialiste maigre et sensible qui boit des litres et des litres de café instantané par jour et enchaîne les cigarettes à un rythme effréné. Il loge dans un appartement délabré de l'Upper West Side avec son père Rufus Humphrey -un éditeur bohème et beatnik de poètes mineurs de la Beat Generation- sa sœur, Jenny, de trois ans sa cadette et leur chat, Marx. Il n'a plus de contact avec sa mère, Jeannette, une artiste hippie quelque peu exubérante, depuis que celle-ci a définitivement quitté le domicile familial du jour au lendemain pour aller s'installer en Europe avec un riche aristocrate. Dan est un pessimiste qui voit souvent le mauvais côté des choses et est amoureux de la mort. C'est aussi un romantique dont l'imagination s'emballe dans les pires moments. Il a une fâcheuse tendance à sur-analyser les événements et ses émotions et engrange ainsi beaucoup de frustration car il peine à gérer le décalage entre la réalité -bien souvent décevante à ses yeux- et ses fantasmes. Il veille sur les personnes qu'il aime et se montre particulièrement protecteur envers sa sœur cadette. Son meilleur ami est Zeke Freedman qu'il connaît depuis le CE1. Au cours de son année de terminale au lycée, l'un de ses poèmes (intitulé Salopes) est publié dans le New Yorker, ce qui lui vaut d'être contacté par un célèbre agent littéraire, Rusty Klein, qui le recommande ensuite comme stagiaire au rédacteur de la Lettre Rouge, la revue littéraire la plus prestigieuse du monde. L'amour de sa vie est Vanessa Abrams, mais il n'a pas toujours été pour elle le meilleur des petits amis. Il l'a notamment trompée avec Mystery Craze, une poétesse aux dents jaunes, effroyablement maigre. Durant une brève période, même s'il n'a jamais été doté du moindre talent musical, Dan a aussi été le parolier et le chanteur du groupe de rock en vogue The Raves avant d'en être renvoyé par Damian, son bassiste, à la suite d'une pitoyable performance lors d'un concert. Le jeune homme fréquente le lycée privé pour garçons Riverside Prep (= Riverside Preparatory School for Boys) avec Chuck qu'il déteste. À la fin de ses études secondaires, il reçoit des mains de son proviseur le E.B. White Writing Award, un prix prestigieux qui récompense les résultats exceptionnels d'un étudiant de Riverside Prep dans le domaine de l'écriture créative. Après la remise des diplômes, Dan intègre la faculté de lettres de l'Evergreen State College mais demande son transfert vers la célèbre université Columbia dès la fin du premier semestre pour pouvoir retourner auprès de sa petite amie, Vanessa, à New York et y termine alors son cycle d'études au sein du département de littérature. Dans le même temps, un autre de ses poèmes -intitulé Serena- est publié dans le New Yorker. Au terme de ses études supérieures, Dan est admis dans une prestigieuse école de poésie située dans l'Iowa.
Quand il était en terminale, il a également entretenu une brève liaison homosexuelle avec un client de la librairie où il travaillait durant l'été avant de revenir à nouveau vers Vanessa. À la fin de la saga, Vanessa et lui comprennent qu'ils s'aiment encore et se l'avouent enfin.
- Liste de ses conquêtes amoureuses : Serena Caroline Van der Woodsen, Vanessa Marigold Abrams, Mystery Craze, Elise Wells, Monique, Bree, Greg.
- Liste de ses ami.e.s : Zeke Freedman, Marx, ...
- Vanessa Marigold Abrams : Vanessa a la peau blanche, des lèvres rouges et de grands yeux noisette; elle est mince mais affiche quelques bourrelets sur le ventre, un peu de graisse sur les hanches et des cuisses rondelettes; elle a quatre gros grains de beauté marron derrière une oreille, des pieds fortement arqués et tantôt le crâne rasé tantôt de longs cheveux lisses et brillants d'un noir de jais. Elle se fait poser un piercing sur la lèvre supérieure le jour de ses dix-huit ans.

Vanessa est une talentueuse réalisatrice de film en devenir qui désire plus que tout accomplir un jour de grandes choses. Elle est la fille cadette d'un couple d'artistes alternatifs hippies et excentriques, Arlo et Gabriela Abrams, et loge dans un appartement de Williamsburg, à Brooklyn, avec sa sœur bassiste, Ruby -plus âgée qu'elle de quatre ans- et le perroquet de cette dernière, Tofu. Vanessa étudie au lycée privé de Constance Billard (= Constance Billard School for Girls) où elle constitue une véritable exception (ou une anomalie comme elle le dit elle-même dans le premier tome) puisque, à l'inverse de ses camarades de classe, elle prête peu d'attention à son allure et aux mondanités. Rebelle, anticonformiste et provocatrice, la jeune fille ira jusqu'à se raser le crâne en seconde afin de se démarquer des autres élèves de son école avec lesquelles elle ne souhaite pour rien au monde sociabiliser et qui ne cessent, à son plus grand dam, de s'extasier continuellement sur sa sublime chevelure noire. Au cours de son adolescence, elle adopte un look punk (crâne rasé, bottines de motard au bout métallique de la marque Doc Martens aux pieds, piercing sur la lèvre supérieure et cols roulés noirs) qui va de pair avec une attitude hostile et des discours sans cesse ponctués de sarcasmes, comportement aux antipodes de celui des autres héroïnes glamour et bien éduquées de la série. Mais ceci bien entendu n'est qu'une façade destinée à masquer ses insécurités et qui cache une nature sensible et généreuse. Vanessa est également la fondatrice du magazine artistique du lycée Constance-Billard (= Constance Billard School for Girls), Rancœur. Dans le tome 7, elle fait de Blair/Olivia Waldorf sa nouvelle colocataire. Il semble alors que la personnalité de la jeune mondaine ne finisse par déteindre un peu sur la grande rebelle : Vanessa commence en effet à son contact à porter des couleurs, à soigner davantage son allure et à s'ouvrir au monde avec bonhommie. Elle débute même une brève idylle avec le beau-frère de sa nouvelle complice, Aaron Rose. Durant son année de terminale, un réalisateur de film alternatif très connu, Kenneth Mogul, remarque son travail et lui propose de projeter l'un de ses courts-métrages au défilé de mode d'un célèbre créateur durant la fashion week de New York. Plus tard, il l'embauche même comme assistante de réalisation sur l'un de ses tournages. Dès le début de la série, on découvre que Vanessa est profondément et secrètement amoureuse de son meilleur ami, Daniel Humphrey, qu'elle a rencontré deux ans plus tôt au cours d'une fête durant laquelle ils se sont tous deux retrouvés enfermés dehors. Au cours de leur année de terminale, ils entament une relation sentimentale, cependant cette liaison s'avérera instable, marquée par de nombreuses ruptures et réconciliations. Si au départ intimidée par Serena dont elle envie la place de choix qu'elle occupe dans un premier temps dans le cœur de Dan, Vanessa apprend tantôt à connaître la jeune femme et devient ainsi l'une de ses amies. En parallèle, elle tisse également un lien amical étroit avec Jenny Humphrey avec laquelle elle collabore à la conception de la revue Rancœur. Après le lycée, Vanessa intègre l'université de New York où elle étudie le cinéma pendant quatre ans et laisse finalement ses cheveux repousser. Son petit-ami de l'époque lui offre une petite chienne, Norma Desmond -mi chow-chow mi caniche- qu'elle adopte alors comme animal de compagnie. Dans l'intervalle, sa sœur, Ruby, épouse Piotr, un artiste peintre tchèque et de cette union naît une petite fille, Moxie. Au cours de sa dernière année d'études universitaires, Vanessa décroche la bourse des Nouveaux Réalisateurs pour partir en tournage en Indonésie. À la fin de la série, Dan et elle réalisent qu'ils s'aiment encore et se l'avouent enfin.
- Liste de ses conquêtes amoureuses : Clark, Daniel Randolph Jonah Humphrey, Jordy Rosenfeld, Aaron Elihue Rose, Hollis Lyons.
- Liste de ses ami.e.s : Jennifer Tallulah Humphrey, Serena Caroline Van der Woodsen, Blair/Olivia Cornelia Waldorf, Norma Desmond, Tofu, Matt, Chip, ...
- Jennifer Tallulah Humphrey (dite Jenny) : Jenny est petite et mince ; elle a des cheveux bruns et frisés, une frange droite et austère sur le front, de grands yeux noisette, un visage rond parsemé de taches de son et une très opulente poitrine (un 90 E à quatorze ans).

La petite Jenny, âgée de quatorze ans (douze dans le prequel) au début de la série, est la plus jeune des personnages de la saga Gossip Girl. Elle loge dans un appartement délabré de l'Upper West Side avec son père Rufus Humphrey -un éditeur bohème et beatnik de poètes mineurs de la Beat Generation- son frère, Dan, de trois ans son aîné et leur chat, Marx. Elle n'a plus de contact avec sa mère, Jeannette, une artiste hippie quelque peu exubérante, depuis que celle-ci a définitivement quitté le domicile familial du jour au lendemain pour aller s'installer en Europe avec un riche aristocrate. Jenny est une artiste peintre bourrée de talent qui admire beaucoup Serena et désire lui ressembler. Dotée d'une très généreuse poitrine et d'une tignasse de cheveux frisés, elle est souvent la cible de moqueries. Elle travaille également pour le magazine artistique de son lycée, Rancœur, créé par Vanessa. Tout au long de la série, elle tente par tous les moyens de s'intégrer à l'univers glamour des filles riches, populaires et plus âgées de son école privée pour filles, Constance-Billard. Ambitieuse, elle parvient à de nombreuses reprises à se faire inviter à des fêtes organisées par des élèves de terminale malgré son statut social peu reluisant et même à entreprendre une carrière de mannequin, grâce à l'aide de Serena. Plus tard, elle est aussi engagée comme chanteuse par le groupe de rock en vogue, The Raves, pour y remplacer son frère. Au début de la série, elle est sortie avec le très convoité Nate Archibald pendant un petit moment. À la fin de son année de seconde au lycée, elle demande son transfert vers un pensionnat huppé où elle décide de se réinventer et de devenir une vraie "It Girl" à la Serena Van der Woodsen. À l'âge de dix-huit ans, au sortir du pensionnat, son baccalauréat en poche, elle intègre la Rhode Island School of Design pour y étudier le dessin. La meilleure amie de Jenny est Elise Wells.
- Liste de ses conquêtes amoureuses : Nathaniel Fitzwilliam Archibald, Leo Berensen, Tyler Hugh Waldorf Rose...
- Liste de ses ami.e.s : Elise Wells, Vanessa Marigold Abrams, Serena Caroline Van der Woodsen, Marx, ...
- Charles Bartholomew Bass (dit Chuck) : Chuck est grand, mince, musclé, ténébreux, a des abdominaux fermes, une peau naturellement hâlée, des cheveux noirs et lisses et des yeux de couleur marron foncé.

Contrairement à ce qui est montré dans la série télévisée, Chuck Bass ne campe qu'un rôle mineur dans la saga littéraire (en effet, les personnages principaux ont droit à leur propre chapitre à tour de rôle et lui n'en a pas). Il est le fils aîné des milliardaires Batholomew (dit Bart) et Misty Bass et a un frère, Donald. C'est un personnage égocentrique, arrogant, odieux, narcissique, misogyne et médisant qui tente à plusieurs reprises au cours de la saga d'abuser sexuellement de ses camarades féminines. Très séduisant, il embrasse durant tout un temps la carrière de mannequin. La plupart des personnages de la série le méprisent mais parce qu'il est très riche, tout le monde le tolère. Au fur et à mesure que l'intrigue évolue, il dévoile un peu plus sa bisexualité et tentera même de séduire Dan. Durant ses études secondaires, il fréquente le lycée privé pour garçons Riverside Prep avec ses meilleurs amis, Roger Paine et Jefferson Prescott. Élève peu appliqué aux résultats médiocres, Chuck n'est admis dans aucune des universités auxquelles il a soumis sa candidature en terminale. Son père le menace alors de l'envoyer à l'école militaire mais il trouve finalement à cette initiative un compromis et inscrit son fils rebelle dans une université connue pour ses méthodes d'apprentissage peu conventionnelles, Deep Springs College, dont ce dernier sort au bout de deux ans complètement métamorphosé et considérablement assagi avant de finir ses études à l'université d'Oxford, au Royaume-Uni (Il n'est alors plus du tout le même homme qu'autrefois, il est devenu le parfait contraire de ce qu'il avait toujours été : gentil, doux, sensible, aimable avec tout le monde, compréhensif, empathique, prévenant, protecteur...). Dans le même temps, il recroise la route de Nate dont il devient le meilleur ami et entame plus tard une relation amoureuse avec Blair/Olivia qui durera près de deux ans. Chuck a pour animal de compagnie un singe des neiges femelle qu'il a reçu de Georgina Spark, Sweetie Bass, qu'il promène partout, habille comme lui et considère comme son meilleur ami.
- Liste de ses conquêtes amoureuses connues : Tawny, Greg, Blair/Olivia Cornelia Waldorf...
- Liste de ses ami.e.s : Roger Paine, Jefferson Prescott, Georgina Spark, Nathaniel Fitzwilliam Archibald et Sweetie Bass.
- Elise Wells : Elise est grande, mince, a d'épais cheveux rêches couleur blond paille aux reflets blond vénitien qui lui arrivent au niveau du menton, une frange épaisse qui lui recouvre le front, des yeux bleus, de longs bras maigres, de longues jambes maigres, une poitrine plate, un ventre recouvert de bourrelets et des taches de rousseur sur tout le corps.

Elise est la meilleure amie de Jenny. Elle est la fille d'Owen Wells, un avocat d'affaires diplômé de l'université Yale et l'un des recruteurs du prestigieux établissement. Elle aussi suit ses études au lycée pour filles Constance Billard. Grande blonde aux yeux bleus, elle est complexée par ses taches de rousseur, sa coupe de cheveux démodée et son léger surpoids. Issue comme Jenny d'un milieu plus modeste que leurs camarades de classe, elle est l'une des rares élèves de l'école à ne pas arborer des vêtements haute couture. Elle est aussi mal à l'aise à l'idée de manger en public. Dans le tome 4, elle se découvre des attirances homosexuelles - qui s’avéreront être passagères - et donne à Jenny un baiser sur la bouche. Dans le tome 5, elle tombe amoureuse de Dan qui la rejette. Au départ très peinée par son indifférence à son égard, elle finit par l'accepter et encourage même son bien-aimé à retourner dans les bras de Vanessa, malgré son affection pour lui. Après le lycée, Elise part étudier à l'université Stanford. Toute la famille de la jeune femme suit un régime alimentaire essentiellement constitué de Coca-Cola et de pain français (baguette).
- Ruby Abrams : Ruby est la fille aînée d'Arlo et Gabriela Abrams, un couple d'artistes alternatifs hippies et excentriques et la sœur aînée de Vanessa. Elle est indépendante et vit seule à Williamsburg depuis l'âge de dix-huit ans lorsqu'elle est sortie diplômée du lycée. Elle est bassiste dans un groupe de rock principalement composé de garçons, SugarDaddy. Elle a la peau blanche et des cheveux bruns coupés au carré avec une frange très courte sur le front. Elle a un look assez rock and roll et, contrairement à sa sœur cadette, elle en prend toujours soin. D'un naturel enjoué, pétillant et sociable, Ruby est de ceux qui se font facilement apprécier. Elle a un perroquet, Tofu, comme animal de compagnie. À la fin de la saga, elle épouse Piotr, un artiste peintre tchèque qu'elle a rencontré au cours d'une tournée en Europe et de leur union naît une petite fille, Moxie[2].
- Erik Van Der Woodsen (= Eric, dans la série télévisée) : Erik est grand, mince, musclé, il a les cheveux blonds, une bouche pleine rebiquant aux coins, des dents blanches et bien droites, un menton aristocratique et d'immenses yeux de couleur bleu marine, comme sa sœur. Il a une petite cicatrice sur le menton.

Erik est le fils des milliardaires William et Lillian Van der Woodsen, le P.D.G. d'une immense et très lucrative entreprise néerlandaise et une grande collectionneuse d'art philanthrope membres du conseil d'administration de la plupart des grandes organisations caritatives et artistiques de la ville. Il est le frère aîné de Serena et une version masculine de cette dernière. Tout comme sa sœur, il possède une beauté à faire tourner les têtes et un caractère agréable. De ce fait, il est aimé de tout le monde et a très fréquemment plusieurs petites copines à la fois. Il est très aimant envers sa sœur qu'il protège parfois un peu trop. Il est sorti très brièvement avec Blair/Olivia durant un séjour de ski à Sun Valley et il a même failli devenir son premier partenaire sexuel avant que cette dernière ne réalise qu'il n'était pas celui avec lequel elle avait envie de franchir ce cap pour la première fois. Erik est étudiant à l'université Brown. Il effectue sa troisième année d'études supérieures à Melbourne, en Australie, où il rencontre sa future épouse, Fiona, une jeune surfeuse grande et blonde. Dans l'adaptation de la série à la télévision, Erik est homosexuel et plus jeune que Serena de deux ans.
- Aaron Elihue Rose : Aaron est le fils aîné du riche promoteur immobilier Cyrus Rose et, par là-même, le beau-frère dont Blair/Olivia et Tyler héritent lors du second mariage de leur mère, Eleanor Waldorf. Aaron est un anarchiste pacifiste et végétalien coiffé de dreadlocks et consommateur de cigarettes aux plantes. Il est grand (un mètre et quatre-vingt centimètres de hauteur), maigre, a les cheveux châtain foncé, de minces lèvres rouges s'étalant sur des dents blanches et droites et les yeux marron clair. Il est joli garçon mais aussi gentil, attachant et très sensé. Il a un chien, Mookie -un Boxer blanc et marron- comme animal de compagnie. Aaron a monté son propre groupe de musique avec son meilleur ami, Miles Ingram. Il est élève au lycée privé Bronxsdale. Au début de la série, il éprouve une légère inclination pour Blair/Olivia mais tombe bientôt amoureux de Serena avec qui il entretient une relation sentimentale de quelques mois. Plus tard, il fréquente également Vanessa pour qui il se rasera même le crâne. Après le lycée, il intègre l'université Harvard où il étudie pendant quatre ans avant de postuler auprès de la Peace Corps. Aaron est également le demi-frère de la petite Yale Rose, l'enfant né de l'union de son père avec Eleanor Waldorf, à la fin de son année de terminale[2].
- Tyler Hugh Waldorf Rose (= ou D.J. TyRO) : Tyler est le frère cadet de Blair/Olivia et le deuxième enfant issu de l'union d'Eleanor Waldorf, une mondaine écossaise très fortunée, avec Harold Waldorf, un avocat d'affaires réputé. Il a aussi une demi-sœur, Yale Rose, née du mariage de sa mère avec Cyrus Rose, et deux demi-frères, Pierre et Pauline Waldorf, des jumeaux cambodgiens adoptés par son père lors de son remariage. Il est plutôt mignon: maigre avec des cheveux bruns et hirsutes. Il lit le magazine Rolling Stone, a pour idole le réalisateur de films Cameron Crowe et préfère les vinyles aux C.D. Tyler étudie d'abord au lycée privé Saint George puis est transféré en Californie à la suite du déménagement de sa famille et y décroche son baccalauréat à 16 ans, avec un an d'avance. Après le lycée, il devient un Disc Jockey branché. Il s'entend très bien avec son beau-frère, Aaron Rose, le fils de Cyrus et connaît un flirt avec Jenny à la fin de la série. Après le remariage de sa mère, il ajoute le nom de famille de son beau-père au sien. Il n'est pas mentionné dans la série télévisée dans laquelle Blair est une enfant unique[2].
- Charles Cameron Dern (= dit Charlie) : Blond aux yeux verts, coiffé d'une frange trop longue, Charlie est sympathique et à l'écoute quand il est défoncé. Ses amis, Nate Archibald, Jeremy Tompkinson et Anthony Avuldsen passent leur temps à se droguer. Il est élève dans un premier temps au lycée privé pour garçons Saint Jude's puis fait ses études supérieures au Hamilton College[2].
- Anthony Arthur Avuldsen : Châtain aux yeux couleur noisette, Anthony a un charme fou qui donnerait envie à quantité de filles hétéro-/bi-/pan- sexuelles et de garçons homo-/bi-/pan- sexuels de le mettre dans leur lit. Grand fêtard, il adore délirer avec Charlie Dern, Jeremy Tompkinson et Nate Archibald. Il est élève dans un premier temps au lycée privé pour garçons Saint Jude's puis fait ses études supérieures au Hamilton College[2].
- Jeremy Scott Tompkinson : Jeremy est un très beau garçon aux cheveux couleur blond-roux et aux yeux bleus. Il est drôle mais complètement obsédé par tout ce qui a trait au sexe. Il est l'un des membres de la bande de drogués de Nate Archibald, Anthony Avuldsen et Charlie Dern et Jenny ne le laisse pas indifférent. Il étudie au lycée privé pour garçons Saint Jude's. D'abord très petit et maigrichon, il devient immense et colossal une fois à l'université[2].

### Autres personnages[2]
- Julian Prospere (dit Flow) : Flow est le célèbre et séduisant chanteur du très branché groupe musical 45. Il est le fils d'un top model danois posant pour de la lingerie et d'un gros bonnet du café jamaïcain. Il ressemble à Jim Morrison avec une peau bronze-doré et des yeux bleus aux longs cils. Il a des cheveux brun foncé qui bouclent sur ses tempes et de longs doigts fins. Il a un coup de foudre pour Serena au cours de la soirée Baiser sur les lèvres et lui dédie même plus tard une chanson de sa composition.
- Kati Farkas et Isabel Siobhan Coates : Kati et Isabel sont les deux suivantes et faire-valoir de Blair/Olivia et deux vraies commères. Au départ simplement meilleures amies, elles s'avouent finalement leur amour à l'université et s'installent ensemble. Elles étudient d'abord au lycée pour filles Constance-Billard puis font leurs études supérieures au Rollins College, en Floride. Isabel est la fille d'Arthur Coates -un célèbre et riche acteur- et de Titi Coates et a deux sœurs : Regina et Camilla. Elle a d'épais cheveux mi-longs et bruns. Kati a rejoint une sororité à l'université. Elle a un visage en forme de cœur et une poitrine inexistante.
- Rain Hoffstetter : Rain est l'une des suivantes de Blair/Olivia et une grande amatrice de potins. Elle a des cheveux châtain ondulés et un piercing sur son nez retroussé. Elle est d'abord élève au lycée privé pour filles Constance Billard puis effectue ses études supérieures au Vassar College. Elle joue au football durant ses études secondaires puis se spécialise dans le golf à l'université. Elle a un tatouage représentant le symbole de l'infini dans la nuque. Nikki Button est sa meilleure amie mais elles passent toutes les deux leur temps à se disputer au sujet des vêtements.
- Laura Salmon : Laura est l'une des suivantes de Blair/Olivia et une grande commère. Elle a les cheveux châtains. Elle étudie d'abord au lycée privé pour filles Constance-Billard puis à l'université de Wellesley.
- Nikki Button : Nikki est une étudiante du lycée privé pour filles Constance-Billard et une grande commère. Elle effectue ses études supérieures au Vassar College avec Rain Hoffstetter, sa meilleure amie avec qui elle ne cesse de se disputer au sujet des vêtements.
- Alicia Edwards : Alicia est une étudiante du lycée privé pour filles Constance-Billard et une grande commère.
- Zeke Freedman : Zeke est le meilleur ami de Dan depuis le CE1. Il étudie avec lui au lycée privé pour garçons Riverside Prep dont il est le champion de l'équipe de basket-ball. Il a de longs cheveux noirs et bouclés qui lui arrivent aux épaules, il est costaud et a le pas lourd. Une fois ses études secondaires terminées, il intègre le Massachusetts Institute of Technology afin d'y étudier l'informatique.
- Georgina Spark (dite Georgie) : Georgie est une jeune fille que Nate rencontre lors d'une cure de désintoxication au sein de la clinique Rupture. Elle est orpheline de père et sa mère la délaisse beaucoup. C'est une cavalière talentueuse, récompensée par de nombreux prix. Elle est maigre et a de longs cheveux raides et soyeux brun foncé presque noirs, des sourcils fins et noirs, des yeux marron foncé, des lèvres rouge foncé, une peau pâle et une poitrine moyenne. Égarée, elle est dotée d'une personnalité addictive et agit souvent de manière extravagante et inconsidérée (ce qui entraînera la fin prématurée de sa relation sentimentale avec Nate). Elle a entre autres vendu son cheval de concours préféré pour s'acheter cinquante grammes de cocaïne. Elle a perdu ses amis à la suite de tous ses ennuis. Elle est sans doute le personnage le plus riche de la saga. Elle offre à Chuck un singe en remerciement à ses parents de les avoir sortis tous deux de prison (ils avaient fait de la luge complètement dévêtus) et ensuite étouffé l'affaire. Une rumeur court selon laquelle elle aurait étudié au sein du même pensionnat - l'Hanover Academy- que Serena. Contrairement à ce qui est montré dans la série télévisée, Georgina s'entend assez bien avec Serena et Chuck mais ils ne se fréquentent pas longtemps.
- Eleanor Wheaton Waldorf : Eleanor est la mère biologique de Blair/Olivia et Tyler Waldorf et de la petite Yale Rose. C'est une richissime mondaine newyorkaise d'origine écossaise que Blair/Olivia juge has been et déphasée. Un peu distraite et parfois déconnectée de la réalité, elle reste cependant une mère adorable, compréhensive et ouverte. Après avoir divorcé de son premier mari -le père de Blair/Olivia et Tyler- elle fait la connaissance de Cyrus Rose et l'épouse peu de temps après leur rencontre. De cette union naît la petite Yale quelques mois plus tard. Eleanor a des cheveux blonds un peu fades coupés au carré. Elle est la fille d'un richissime courtier en obligations -Tyler August Waldorf- et d'une grande organisatrice de soirées mondaines - Mirabel Antoinette Kattrel- et a deux sœurs : Zo Zo et Fran Waldorf. Eleanor est amie avec Lily Van der Woodsen.
- Yale Rose : Yale est la fille biologique d'Eleanor Wheaton Waldorf et Cyrus Solomon Rose et donc, la demi-sœur de Blair/Olivia et Tyler Waldorf et d'Aaron Rose. Elle vient au monde à la fin de l'année de terminale de Blair/Olivia et Aaron. Elle est ainsi prénommée par Blair/Olivia en hommage à son université de cœur, Yale. Elle a de grands yeux bleus et des cheveux châtain foncé.
- Harold J. Waldorf : Harold est le père biologique de Blair/Olivia et Tyler Waldorf et le père adoptif de Pierre et Pauline Waldorf. C'est un célèbre et richissime avocat d'affaires diplômé de l'université Yale. Il a des cheveux blond-roux coiffés en épis, des yeux bleu vif encadrés de rides d'expression distinguées et un corps tout en muscles. Il divorce de sa première épouse, Eleanor Waldorf, après que cette dernière ait découvert qu'il entretenait une liaison avec son secrétaire de vingt-et-un ans. Lorsque son homosexualité est ainsi révélée au grand jour, il s'exile dans le sud de la France avec son jeune amant pour échapper au scandale. Il y prend alors la gestion d'un domaine viticole, épouse un beau Français, Gilles, et, avec lui, adopte des jumeaux cambodgiens, Pierre et Pauline Waldorf. Son look revêt une grande importance à ses yeux.
- Pierre et Pauline Waldorf : Pierre et Pauline sont les enfants adoptifs d'Harold Waldorf et Gilles mais aussi le demi-frère et la demi-sœur adoptifs de Blair/Olivia et Tyler Waldorf. Ce sont des jumeaux d'origine cambodgienne. Leurs prénoms d'origine sont Ying et Yang (= Ping et Pong dans la version littéraire francophone) mais leurs pères les ont changés lors de leur adoption, craignant qu'ils n'attisent les moqueries à l'école.
- Cyrus Solomon Rose : Cyrus est le second époux d'Eleanor Waldorf, le beau-père de Blair/Olivia et Tyler Waldorf et le père biologique d'Aaron et Yale Rose. C'est un riche promoteur immobilier de confession juive et un homme chauve, rondouillard et moustachu aux yeux bleus bulbeux, ternes et injectés de sang. Il est chaleureux et exubérant mais aussi quelque peu grivois et collant. Il transpire toujours beaucoup. Cyrus est le fils d'un ancien rabbin - Jeremiah Leslie Rose- et d'une décoratrice d'intérieur -Lynne Dinah Bank. Blair/Olivia ne le supporte pas.
- Kitty Minky Waldorf : Kitty Minky est une chatte bleu russe de couleur grise. C'est l'animal de compagnie de Blair/Olivia Waldorf.
- Lord Marcus Beaton-Rhodes : Lord Marcus est un jeune et séduisant aristocrate anglais fraîchement diplômé de l'université Yale. Il joue au squash et au croquet et faisait partie de l'équipe universitaire de crosse durant ses études. Il est grand et large d'épaules, a des cheveux châtain clair courts et ondulés, un menton carré, une bouche rouge et des yeux verts et brillants encadrés de longs cils marron doré. Marcus est, en quelque sorte, une version britannique et plus âgée du beau Nate. Blair/Olivia fait sa connaissance dans l'ascenseur du Yale Club de New York et tombe presque aussitôt amoureuse de lui. Elle envisage sérieusement de l'épouser et ira donc jusqu'à faire l'acquisition d'une robe de mariée en prévision de cette union. Malheureusement pour elle, après la remise des diplômes de son lycée, Gossip Girl publie une rumeur qui soutient que Lord Marcus est déjà engagé auprès d'une autre fille. Dans un premier temps, la jeune mondaine n'en croit pas un mot et se rend donc à Londres pour le voir. Sur place, cependant, elle s'aperçoit de ce que son bien-aimé fait montre de bien plus d'intérêt pour sa cousine Camilla que pour elle-même. Elle repart donc pour New York sans lui toucher mot, ce qui marque la fin de leur courte romance.
- Le Capitaine Howard Archibald : Howard est le père biologique de Nate et le mari d'une aristocrate française, Anne. C'est aussi un ancien capitaine de la marine militaire américaine issu d'un milieu très aisé reconverti en banquier. C'est un homme sévère, droit et très séduisant. Dans sa jeunesse, il était blond mais a aujourd'hui les cheveux cendrés et les yeux verts. Comme son fils, il a joué à la crosse quand il était étudiant.
- Anne Archibald : Anne est la mère biologique de Nate. C'est une richissime et séduisante aristocrate française dont la famille possède un château à Nice. Elle est exubérante, théâtrale et mélodramatique, encline à des débordements d'émotions mais aussi une mère aimante et affectueuse, même si quelque peu absente. Elle apprécie beaucoup les potins.
- William Van der Woodsen : William est le père biologique d'Erik et Serena Van der Woodsen et l'époux de Lillian. C'est un milliardaire qui dirige l'entreprise néerlandaise que sa famille a fondée au cours du XVIIIe siècle et siège au conseil d'administration de la plupart des grandes organisations caritatives et artistiques de la ville. Il est grand, blond aux yeux bleus et très séduisant.
- Lillian Van der Woodsen (dite Lily) : Lily est la mère biologique d'Erik et Serena Van der Woodsen et l'épouse de William Van der Woodsen. C'est une milliardaire philanthrope qui collectionne des œuvres d'art et siège au conseil d'administration de la plupart des grandes organisations caritatives et artistiques de la ville. Elle est grande, blonde aux yeux bleus, sculpturale et très séduisante. Elle aime les potions mais uniquement lorsque ces derniers sont inoffensifs. Lily est amie avec Eleanor Waldorf.
- Bartholomew Bass (dit Bart) : Bart est le père biologique de Chuck et Donald et l'époux de Misty Bass. C'est un milliardaire sévère qui reproche souvent à son fils, Chuck, son manque d'ambition et ses mauvais résultats académiques.
- Misty Bass : Misty est la mère biologique de Chuck et Donald et l'épouse de Bart Bass. Elle a des cheveux blonds coupés au carré et des sourcils foncés ultra fins. C'est une milliardaire autoritaire, austère et hypocrite, amatrice de commérages.
- Donald Bass : Donald est le fils de Bart et Misty Bass et le frère de Chuck.
- Rufus Humphrey : Rufus est le père biologique de Dan et Jenny. C'est un éditeur bohème et beatnik de poètes mineurs de la Beat Generation au statut socio-économique modeste, un fêtard invétéré mais aussi un père de famille attentionné. Il a des cheveux bouclés, rêches et hirsutes couleur poivre et sel, des sourcils broussailleux, des dents tordues et tachées de café et une barbe grise. Il fume. Il a pour amis quelques originaux : Lyle, Mika, Herbert et Ron.
- Jeannette : Jeannette est la mère biologique de Dan et Jenny et l'ex-épouse de Rufus Humphrey. C'était une artiste hippie par le passé. Elle a définitivement quitté le domicile familial quand ses enfants étaient encore très jeunes pour aller s'installer à Prague où elle a épousé un riche aristocrate. Elle n'a pas gardé le contact avec ses enfants jusqu'au fameux été qui suit la terminale de Dan durant lequel elle accueille chez elle Jenny pour assister avec elle à un stage artistique et décide ensuite de rendre visite à son fils à New York pour l'encourager dans son récent coming out provisoire. Il s'agit d'une femme entretenue un peu hippie sur les bords, une mondaine excentrique et exubérante ouverte d'esprit. Elle a de longs cheveux châtain ternes parsemés de mèches grises et des yeux bleu pâle.
- Kenneth Mogul (dit Ken) : Ken est un réalisateur de films indépendants alternatif assez connu ainsi qu'un ancien photographe renommé. Il est marié avec une actrice, Jade Empire. Il a des cheveux roux frisés, des taches de rousseur sur tout le visage et des yeux bleus globuleux injectés de sang. Il ne cille jamais. C'est lui qui réalise le remake de Diamants sur Canapé (Diamants sous Canopée) et sa suite dans lesquels Serena incarne le personnage féminin principal. Au début de la saga, Ken tombe par hasard sur des vidéos réalisées par Vanessa sur le net et décide de venir lui rendre visite à New York dans le but de travailler avec elle. Il lui propose plus tard de projeter l'un de ses courts-métrages au défilé de mode d'un créateur connu (Jedediah Angel) lors de la fashion week new-yorkaise. Fasciné par ses œuvres, il ira même jusqu'à l'engager par la suite comme assistante de réalisation sur l'un de ses tournages. Ken est assez imbuvable sur le plateau et tout le monde déteste travailler avec lui. Il est acerbe, névrosé, vaniteux et exigent. Son endroit préféré au monde est Capri.
- Jade Empire : Jade est une actrice et ancien mannequin d'origine afro-asiatique et l'épouse et assistante du réalisateur de films Ken Mogul. Elle est grande et a une peau marron foncé sans défaut, de longs cheveux d'un noir de jais parfaitement raides, d'immenses yeux verts étincelants et des dents blanches et droites. Elle est froide, jalouse et antipathique.
- Rusty Klein : Rusty est une célèbre agent littéraire, spécialisée dans les gros coups. C'est une femme excentrique de plus d'un mètre et quatre-vingt centimètres de haut qui porte une perruque rousse. Elle contacte Dan après avoir lu son poème dans le New Yorker et le prend sous son aile. Elle le recommande même à la prestigieuse revue littéraire, La Lettre rouge. Elle est intimidante et un peu tyrannique. Parmi ses clients, on trouve la poétesse Mystery Craze.
- Siegfried Castle : Siegfried est un poète allemand célèbre. Il a fondé la prestigieuse revue littéraire avant-gardiste La Lettre rouge, rachetée par le groupe d'édition Condé Nast. Il prend Dan comme stagiaire sur les recommandations de Rusty Klein. Siegfried s'avère être un chef assez cruel, hautain et imbuvable. Il a des cheveux bruns lissés en arrière.
- Thaddeus Smith (dit Thad) : Thad est un célèbre et séduisant acteur de cinéma au visage anguleux, aux yeux bleu clair, au menton carré, aux épais cheveux bouclés blond sale et au corps musclé. Il est grand et a une légère barbe dorée. Il donne la réplique à Serena dans le film Diamants sous Canopée et sa suite dont il est le personnage masculin principal. Il est homosexuel mais garde son orientation sexuelle secrète. Son vrai prénom est Tim. Avec le temps, il devient l'ami de Serena.
- Serge : Serge est le petit ami secret du célèbre acteur de cinéma, Thaddeus Smith. Il est mince, arbore un bronzage magnifique, a des cheveux châtain en piques coiffés en vrac, d'immenses yeux verts bordés de longs cils et de longs bras maigres. Il est très gentil et chaleureux.
- Les Best : Les est un jeune styliste célèbre spécialisé dans les vêtements de sport qui fait de Serena l'égérie de sa marque. Il lui demande de défiler pour lui durant la fashion week de New York et également de devenir le visage de la campagne de son dernier parfum auquel il donne même son nom.
- Bailey Winter : Bailey est un célèbre et talentueux styliste de mode et designer. Il est petit et a des cheveux blanc-jaune bien entretenus. C'est lui qui a notamment dessiné les costumes des films Diamants sous Canopée et sa suite, Café au Palais dans lesquels Serena campe le premier rôle. Durant l'été qui suit leur terminale, il fait de la jeune femme et de son amie, Blair/Olivia, ses muses artistiques et les invite dès lors à passer leurs vacances dans sa villa des Hamptons afin qu'elles puissent sur place lui inspirer sa nouvelle collection. Il est homosexuel. Il a cinq chiens -des Carlins- qu'il adore: Azzedine, Coco, Cristobal, Gianni et Madame Grès. Bailey est extravagant, théâtral et excentrique mais très gentil.
- Arlo Abrams : Arlo est le père biologique de Vanessa et Ruby, le grand-père biologique de Moxie et le mari de Gabriela. Il vit dans le Vermont avec son épouse dans une maison faite de pneus de voiture recyclés. C'est un artiste alternatif hippie, pacifiste, révolutionnaire, écolo et végan qui conçoit des sculptures à partir de cadavres d'objets inutilisés et des peintures avec tout ce qu'il trouve, y compris de vieilles croûtes de sang. Il a un style vestimentaire très décalé et complètement démodé.
- Gabriela Abrams : Gabriela est la mère biologique de Vanessa et Ruby Abrams, la grand-mère biologique de Moxie et l'épouse d'Arlo Abrams. Elle vit dans le Vermont avec son mari dans une maison faite de pneus de voiture recyclés. C'est une artiste peintre alternative hippie, pacifiste, révolutionnaire, écolo et végan. Elle a un style vestimentaire un peu loufoque et démodé.
- Moxie : Moxie est la fille biologique de Ruby Abrams et Piotr; la nièce de Vanessa et la petite-fille de Gabriela et Arlo Abrams. Elle vient au monde durant les études universitaires de Vanessa. Elle a de fins cheveux bruns.
- Mookie Rose : Mookie est un Boxer blanc et marron et le chien de compagnie d'Aaron. Il bave beaucoup et possède un caractère affectueux et amical.
- Sweetie Bass : Sweetie est un singe des neiges d'Amérique du Sud femelle. C'est l'animal de compagnie de Chuck Bass ainsi que sa meilleure amie. Ce dernier l'emmène d'ailleurs partout avec lui et l'habille exactement comme lui. Il l'a reçue en cadeau de Georgina Spark, reconnaissante à Bart et Misty -ses parents- de les avoir sortis tous deux de prison et d'avoir ensuite étouffé l'affaire. Sweetie s'entend bien avec Tooter, le furet de Tiphany, la colocataire provisoire de Vanessa. Étant un petit singe habitué au luxe, elle décède durant le séjour de Chuck au Deep Springs College, n'y supportant pas la vie de ferme difficile et isolée.
- Marx Humphrey : Marx est un chat tigré. Il est obèse et c'est l'animal de compagnie de la famille Humphrey.
- Tofu Abrams : Tofu est un perroquet. Il est l'animal de compagnie de Ruby, la sœur de Vanessa.
- Gilles : Gilles est français. Il est l'époux de Harold Waldorf et l'autre père adoptif des demi-frères de Blair/Olivia et Tyler Waldorf, Pierre et Pauline Waldorf. Il est grand, beau et a des yeux couleur chocolat, de longs cheveux bruns peignés en arrière et parcourus de traînées grises et des dents blanches. Il vit dans le sud de la France avec Harold et leurs enfants où ils gèrent à présent ensemble une exploitation viticole.
- Roger Paine et Jefferson Prescott : Roger et Jefferson sont des amis de Chuck. Ils sont assez médisants.
- Les frères Remi : Les frères Remi sont deux artistes photographes excentriques et très célèbres. Ils vont prendre un cliché d'une partie du corps de Serena qui sera placardé partout à New York. Ils sont tous les deux homosexuels.
- Mystery Craze : Mystery est une poétesse, romancière et nouvelliste talentueuse. Elle est d'allure fragile et affiche une silhouette effroyablement maigre. Elle a un visage allongé et triste, d'immenses yeux gris fatigués, des dents jaunes et tordues, des lèvres si gercées qu'elles en sont devenues blanches ainsi que de longs cheveux blonds, sales et plats. Rusty Klein la décrit comme la future Sylvia Plath. Elle est obsédée par la mort et le sexe. Elle couche avec Dan dans les premiers tomes de la saga.
- Hollis Lyons : Hollis enseigne l'introduction au cinéma à l'université de New York dont il est lui-même diplômé et où il compte Vanessa parmi ses élèves de première année. C'est aussi un jeune et talentueux réalisateur de film qui, à 25 ans seulement, a déjà projeté plusieurs de ses œuvres au prestigieux festival du film de Tribeca. Une boîte de production indépendante -Streetscape- a même sélectionné l'une d'entre elles, Entre B et A, et l'a conduite et soutenue jusqu'au festival du film de Sundance. Durant ses années de licence universitaire, il a remporté plusieurs concours cinématographiques. Il est grand et maigre et a des cheveux bruns en bataille et des yeux gris ardoise bordés de longs cils. Au lycée, il était coureur de fond. Sa mère enseigne la sociologie et l'étude de genre à l'université de Californie à Los Angeles et son père est un pionnier du microcrédit dans les pays en voie de développement. Hollis devient, au fur et à mesure que l'intrigue évolue, un réalisateur de film réputé. C'est quelqu'un d'honnête et franc, qui s'investit corps et âme dans son travail et qui a le sens de l'humour. Il entretient une romance de deux ans avec Vanessa et s'installe même avec elle dans un loft à Williamsburg, Brooklyn. Cependant, ses longues absences répétées et sa jalousie envers Dan ont raison de leur idylle.
- Pete Carlson : Pete est un étudiant en littératures comparées de l'université Yale. Il a des yeux bleu océan ourlés de cils de la même couleur que ses épais cheveux blond vénitien. Il est le fils d'un ancien sénateur richissime, Chappy Carlson, et d'une débutante originaire de Boston, Jane (grande, svelte, avec des cheveux blonds comme les blés coupés au carré et une silhouette de sportive). Il a trois frères aînés, Everett, Randy et Jason (étudiant en deuxième année de droit à l'université de Pennsylvanie) Carlson tous grands et blonds, ainsi que plusieurs neveux et nièces. Il entretient une romance avec Blair/Olivia qu'il a rencontrée à Yale durant un peu plus d'un an.
- Le capitaine Charles White (dit Chips) : Chips est un ancien capitaine de la marine militaire originaire d'Écosse dont il a gardé l'accent. Il est assez âgé: il a des cheveux blancs, des sourcils blancs broussailleux et une peau tannée et ridée. Il est très bronzé et son visage affiche des traits austères. Ses yeux sont bleus. Veuf, il a donné à son bateau le prénom de sa défunte épouse : Belinda. Il a une sœur, Nan. Par le passé, il a été le mentor du Capitaine Archibald et est devenu plus tard celui de son fils, Nate. Le jeune homme part plusieurs mois en mer avec lui après son année de terminale et mûrit beaucoup à son contact. Ils deviennent tous deux très proches et se portent mutuellement beaucoup d'affection. Malheureusement, atteint d'un cancer, le vieil officier succombe à sa maladie un an plus tard, laissant Nate profondément chagriné.
- Fiona : Fiona est une jeune surfeuse australienne blonde d'un mètre et quatre-vingt centimètres de haut, sympathique et drôle. Avant de commencer ses études universitaires, elle a fait le tour du monde pendant deux ans. Elle est la fiancée d'Erik Van der Woodsen. Tous deux se sont rencontrés sur une plage de Melbourne, en Australie, au cours de l'avant-dernière année d'études universitaires du jeune homme.
- Piotr : Piotr est un jeune artiste peintre underground d'origine tchèque que Ruby Abrams rencontre à Prague lors de sa tournée en Europe. Original, il réalise des « nus monolithiques et leurs canins »[incompréhensible]. Il est maigre et mal rasé et a des cheveux blonds ébouriffés, les yeux bleus et des dents tordues. Il est très gentil, romantique et fou amoureux de sa petite amie. Ruby et lui se marient dans le tome 11 et de leur union naît une petite fille, Moxie, dans le tome 16.
- Myrtle : Myrtle est le cuisinier de la famille Waldorf.
- Esther : Esther est la domestique de la famille Waldorf. Elle est très maladroite.
- Miles Ingram : Miles est le meilleur ami d'Aaron Rose et le batteur de son groupe. Il est grand, blond très clair et a des yeux ronds brun doré, un petit nez mutin en trompette parsemé de minuscules taches de rousseur et des dents très blanches. Il est le fils de Danny Ingram, un célèbre propriétaire de boîtes de nuit et de restaurants hyper branchés dans tous les États-Unis. Il est élève au lycée privé Bronxsdale.
- Owen Wells : Owen est le père biologique d'Elise Wells ainsi qu'un ancien protégé de Harold Waldorf. C'est un avocat d'affaires diplômé de l'université Yale et l'un des recruteurs de cette prestigieuse institution. Il est grand et séduisant, il a des cheveux noirs et ondulés, de brillants yeux bleus avec de longs cils recourbés et des sourcils très arqués et bien dessinés et une peau hâlée. Il reçoit l'autorisation de l'université Yale de faire passer lui-même un entretien à Blair/Olivia dans le cadre de son admission au sein de l'établissement et entame ensuite une brève liaison avec la jeune fille. Cette dernière y met un terme lorsqu'elle découvre qu'il est le père d'Elise Wells, une adolescente du groupe de soutien aux troisièmes années qu'elle anime au lycée.
- Leo Berensen : Leo est un jeune lycéen. Il est grand et blond, a un joli nez, des yeux noisette, des cils blonds et une dent de devant un peu ébréchée. Il est étudiant à la Smale School, un lycée spécialisé dans les arts graphiques. Il est poli, doux, très gentil et dessine très bien. Il rencontre Jenny en chair et en os pour la première fois chez Bendel's mais ils clavardaient depuis un bon moment déjà avant cela. Ils entretiennent une relation sentimentale durant quelque temps. Il gagne de l'argent de poche en promenant le chien d'une dame fortunée. Il a un statut socio-économique modeste et ses parents sont assez âgés.
- Pilar et Roy Rosenfeld : Pilar et Roy sont les parents de Jordy et des amis de Gabriela et Arlo Abrams. Ce sont d'anciens artistes qui créaient pour la paix reconvertis en riches et ambitieux promoteurs immobiliers. Ils ont renoncé à leur ancienne vie bohème au profit d'un quotidien plus luxueux et ont même cessé de recourir au recyclage qu'ils pratiquaient pourtant assidûment auparavant.
- Jordy Rosenfeld : Jordy est le fils des amis de Gabriela et Arlo Abrams, Pilar et Roy Rosenfeld, d'anciens artistes reconvertis en promoteurs immobiliers. Il est grand, a des cheveux bruns, le teint blafard, des yeux marron doré, des lèvres fines et un nez immense. Il porte des lunettes. Il étudie à l'université Columbia et espère intégrer une faculté de droit au terme de son premier cycle d'études supérieures. Il entretient une relation sentimentale avec Vanessa pendant un moment. Il affiche constamment une expression d'arrogance aimable.
- Jackie Davis : Jackie est la psychiatre chargée de la thérapie de groupe des jeunes drogués de la clinique Rupture où Nate et Georgie suivent une cure de désintoxication. Elle est amicale et à l'écoute.
- Titi Coates : Titi est la mère d'Isabel, Regina et Camilla Coates et l'épouse du célèbre acteur, Arthur Coates. C'est une riche mondaine qui aime colporter des ragots de toutes sortes.
- Arthur Coates : Arthur est le père d'Isabel, Regina et Camilla Coates et l'époux de Titi. C'est un célèbre et riche acteur ainsi qu'un ancien chanteur. Il est séduisant.
- Madame McLean (dite Madame M) : Madame M est la directrice du lycée privé pour filles Constance Billard où étudient Serena, Blair/Olivia, Jenny et Vanessa. Elle est corpulente, a une poitrine opulente, un visage rond et plat parsemé de taches de son, des yeux couleur terre, une petite bouche, des avant-bras grassouillets et des sourcils broussailleux. Elle est devenue profondément religieuse après le brusque décès de son époux, Randall, dans un accident de pêche. On raconte qu'elle vit à présent avec une femme, Vonda, dans une maison de campagne à Woodstock, dans l'état de New York. Maternelle, bienveillante et pédagogue, c'est une excellente directrice de lycée qui met tout en œuvre pour que ses étudiantes aient de bonnes notes et entrent dans les meilleures universités, quitte à leur assigner psychologues, conseillers/-ères pédagogiques et professeurs particuliers en tout genre. Elle a la méchanceté en horreur et souhaite régner sur une école sans clans ni préjugés d'aucune sorte. Ainsi, elle sanctionne sévèrement la calomnie. Malheureusement, elle ignore très souvent ce qui se déroule au sein de son établissement. Elle entretient une liaison avec l'enseignante d'espagnol de son établissement, Madame d'Agostino.
- Père Mark : Père Mark est le vieux directeur du lycée privé pour garçons Saint Jude's où étudie Nate. C'est aussi un ancien pasteur.
- Docteur Nesbitt : Le docteur Nesbitt est le très populaire proviseur zézayant, grand, jeune et beau du lycée privé pour garçons Riverside Prep. C'est un ancien psychiatre. Il est aussi papa d'enfants encore élèves dans le secondaire.
- Thaddeus Moore : Thaddeus est le directeur des admissions du pensionnat de Waverly Prep où postule Jenny.
- Breckin O'Dell : Breckin est un jeune et célèbre acteur de cinéma très séduisant. Il est roux. Serena lui plaît beaucoup et leurs agents respectifs cherchent à les caser ensemble afin d'accroître leurs notoriétés respectives.
- Ira Green : Ira est une productrice de cinéma. Elle a notamment produit Café au Palais, la suite du remake de Diamants sur Canapé, Diamants Sous Canopée, dans lequel Serena campe le rôle principal féminin.
- Carilee Roberts : Carilee est une actrice de cinéma. Elle mesure un mètre et quatre-vingt centimètres de haut et a des cheveux blond vénitien qui lui arrivent à la taille. Elle sert de couverture à Thaddeus Smith en s'affichant publiquement avec lui. Elle est écervelée et homophobe.
- Amanda Atkins : Amanda est une actrice de cinéma que Serena rencontre à ses débuts dans le milieu du show business. Elle est originaire de Los Angeles et connue pour avoir campé le premier rôle féminin d'une sitcom de série b et d'un film indépendant. Dans le sequel, elle suit une cure de désintoxication. Elle est l'amie d'Alysia et Alison et toutes trois se font appeler les trois A". C'est aussi une amie de Serena. Elle est drôle et aime faire la fête.
- Alysia : Alysia est une actrice de cinéma que Serena rencontre à ses débuts dans le milieu du spectacle. Son véritable prénom est Jennifer. Dans le sequel, elle se fiance avec un comédien de série B. Elle est l'amie d'Amanda et Alison et toutes trois se font appeler les trois A. C'est aussi une amie de Serena. Elle est drôle et aime faire la fête.
- Alison : Alison est une actrice de cinéma que Serena rencontre à ses débuts dans le milieu du spectacle. Dans le sequel, elle est enceinte. Elle est l'amie d'Amanda et Alysia et toutes trois se font appeler les trois A. C'est aussi une amie de Serena. Elle est drôle et aime faire la fête.
- Madame Glos : Madame Glos est la vieille conseillère pédagogique du lycée privé pour filles Constance-Billard. Elle a une peau extrêmement pâle qui tire presque sur le jaune et un buste épais et carré. Elle est grand-mère. Elle saigne souvent du nez.
- Marjorie Jaffe : Marjorie est une étudiante du lycée privé pour filles Constance Billard aux cheveux roux, frisés et rêches. Elle a des taches de rousseur, un petit nez retroussé et presque pas de cou. Elle se présente à l'audition pour le film que Vanessa réalise dans le cadre de son admission à l'université de New York. C'est une comédienne médiocre qui mâche sans cesse du chewing-gum. Elle est assez bourrue mais gentille.
- Clark : Clark est le jeune barman du Five and Dime, le bar où se produit souvent le groupe de rock de Ruby, la sœur de Vanessa. Il est roux, a de longues rouflaquettes et des yeux gris. Il entretient une brève relation sentimentale avec Vanessa au début de la saga. C'est avec lui que la jeune femme fait l'amour pour la première fois de sa vie.
- Monsieur Beckham : Monsieur Beckham enseigne le cinéma au lycée privé pour filles Constance-Billard. Il a les cheveux jaunes et un torse musclé. Il est jeune et cool et éprouve une légère inclination pour Serena. Il la nomine pour déclamer le discours de sa promotion au cours de la remise des diplômes du lycée et lui demande un baiser sur la bouche qu'elle refuse de lui donner. Elle lui tend sa joue à la place.
- Monsieur Hanson : Monsieur Hanson enseigne le latin au lycée privé pour filles Constance Billard. Il est grand, mince et moustachu. Il demande un autographe à Serena lors d'un examen d'histoire.
- Coach Michaels : Michaels est l'entraîneur de l'équipe de crosse du lycée privé pour garçons Saint Jude's et l'époux de Patricia (dite Babs). Il a des enfants qui ne lui ressemblent pas du tout.
- Madame Doherty : Madame Doherty enseigne la gymnastique et la danse hippie New Age et encadre le groupe de discussion du cours d'hygiène au lycée privé pour filles Constance-Billard. Elle a vingt-cinq ans et un corps sublime, musclé par le yoga; de longs cheveux couleur auburn et un visage pâle. Elle ne se maquille jamais. Elle est ouverte et facile à vivre.
- Madame Hinckle : Madame Hinckle enseigne les mathématiques au lycée privé pour filles Constance-Billard. Elle est âgée et bienveillante. Elle prépare des biscuits et pommes au caramel à ses élèves et leur offre des cartes de Noël.
- Kim Swanson : Kim est une élève de la classe de Jenny au lycée privé pour filles Constance-Billard. Elle a des cheveux blonds au brushing impeccable et un look bien travaillé. Elle est médisante et aime les commérages.
- Jessica Soames : Jessica est une élève de la classe de Jenny au lycée privé pour filles Constance-Billard. Elle a d'épais cheveux noirs, des lèvres pulpeuses et rouges, des yeux gris encadrés de longs cils et une grosse poitrine. Elle est extravagante et désinhibée mais aussi médisante. Elle aime les commérages.
- John Gause : John est un ami de Nate qu'il retrouve chaque année à Noël dans le Maine où ils sont voisins de cottage. C'est un fumeur de marijuana qui a été renvoyé de son lycée, Deerfield, pour avoir dealé de la drogue à la suite de quoi il a passé dix jours dans un ranch-hôtel du Wyoming où il était supposé apprendre de vraies valeurs humaines telles que l'honnêteté, le respect de son prochain et la confiance.
- Ryan O'Brien : Ryan est un ami de Nate qu'il retrouve chaque année à Noël dans le Maine où ils sont voisins de cottage. C'est un consommateur de marijuana. Il a été renvoyé du lycée privé pour garçons Saint Jude's puis a été admis à l'Hanover Academy, le pensionnat au sein duquel Serena a étudié. Il mesure un mètre et quatre-vingt-dix centimètres de haut.
- Mary Goldberg, Vicky Reinerson et Cassie Inwirth : Mary, Vicky et Cassie sont trois filles de la classe de Jenny au lycée privé pour filles Constance-Billard. Elles sont avides de potins et adulent Blair/Olivia et Serena. Elles font absolument tout ensemble.
- Mitchell : Mitchell est un trafiquant de drogue vanneur qui officie dans une pizzeria. Il porte un béret Kagol. C'est le fournisseur de Nate.
- Lyle Gross : Lyle est le meilleur ami de Rufus. Ils se sont rencontrés vingt ans avant le début de la saga dans un parc. Lyle est un homme sans âge qui passe son temps assis sur un banc dans un parc à écouter des parties de baseball sur une radio portable et à lire d'anciens exemplaires du Daily News trouvés dans une corbeille. Il a les cheveux gris et des petites croûtes parsèment tout son cou aux endroits où il se coupe en se rasant. Il a la manie d'ajouter sans cesse des fioritures aux prénoms des gens qu'il côtoie.
- Jedediah Angel : Jedediah est un célèbre styliste de mode. Sa marque s'appelle Culture de l'Humanité by Jedediah Angel. Il a une longue chevelure de boucles rousses. Il marche avec une canne et danse les claquettes.
- Ruth : Ruth est la coach de préparation à l'accouchement de l'Upper East Side. Elle est la mère de jumelles -deux étudiantes de Constance-Billard - et a un himalayen blanc.
- Drew : Drew est un jeune étudiant en musique et en chimie de l'université Harvard. Il joue du xylophone dans l'orchestre de son école. Il est grand, brun, a des yeux marron clair et un style ringard. Il est beau. Il est le guide chargé d'accompagner Serena durant sa visite de l'université Harvard. Il tombe amoureux d'elle et ils vivent ensemble un bref flirt.
- Wade : Wade est le colocataire de Drew. Il est étudiant à l'université Harvard. Il est roux et a un visage de sportif aux mâchoires carrées. Il est originaire de l'état du Massachusetts dont il a gardé l'accent très prononcé. Il assiste à l'anniversaire des dix-huit ans de Vanessa avec Drew, venu rendre visite à Serena.
- Brigid : Brigid est l'une des recruteuses de l'université Brown où elle a fait ses études. Elle est gentille et pédagogue. Elle est petite et a les cheveux blond vénitien. C'est elle qui fait passer à Nate son entretien d'admission à l'université Brown et qui vient plus tard assister à ses essais sur le terrain de crosse pour tenter de le convaincre de rejoindre l'équipe de son établissement. Ils couchent ensemble une seule fois.
- Rebecca Reily : Rebecca est une jeune étudiante de l'université de Georgetown. C'est une petite blonde peroxydée et permanentée. Elle est chargée d'accompagner Blair/Olivia durant sa visite du campus de Georgetown. Elle est très exaltée. Elle a fait vœu d'abstinence sexuelle jusqu'au mariage. Avec ses colocataires, elle a formé une communauté de célibataires au sein de laquelle elles veulent intégrer Blair/Olivia. Elle lui font ainsi passer un rituel durant lequel elles lui teignent les cheveux en blond et lui épilent les jambes un soir de beuverie.
- Gaynor : Gaynor est une jeune étudiante de l'université de Georgetown et l'une des colocataires de Rebecca Reily. Elle a des cheveux bruns méchés de blond et un nez très retroussé. Elle a fait vœu d'abstinence sexuelle, comme ses colocataires, jusqu'au mariage. Elles ont formé ensemble une communauté de célibataires au sein de laquelle elles veulent intégrer Blair/Olivia. Elle lui font ainsi passer un rituel durant lequel elles lui teignent les cheveux en blond et lui épilent les jambes un soir de beuverie.
- Forest : Forest est une jeune étudiante de l'université de Georgetown et l'une des colocataires de Rebecca Reily. Elle est à moitié coréenne et moitié américaine. Elle a des cheveux naturellement châtain teints en blond. Elle a fait vœu d'abstinence sexuelle, comme ses colocataires, jusqu'au mariage. Elles ont ainsi formé ensemble une communauté de célibataires au sein de laquelle elles veulent intégrer Blair/Olivia. Elle lui font ainsi passer un rituel durant lequel elles lui teignent les cheveux en blond et lui épilent les jambes un soir de beuverie.
- Fran : Fran est une jeune étudiante de l'université de Georgetown et l'une des colocataires de Rebecca Reily. Elle mesure un mètre et vingt-cinq centimètres de hauteur et pèse trente-cinq kilogrammes. Elle a une peau transparente et parle dans un souffle. On suppose qu'elle est anorexique. Elle a fait vœu d'abstinence sexuelle, comme ses colocataires, jusqu'au mariage. Elles ont formé ensemble une communauté de célibataires au sein de laquelle elles veulent intégrer Blair/Olivia. Elle lui font ainsi passer un rituel durant lequel elles lui teignent les cheveux en blond et lui épilent les jambes un soir de beuverie.
- Christian : Christian est un potentiel futur étudiant de l'université Brown. Il a des cheveux épais, brun foncé presque noirs et bouclés, de grands yeux noisette, des cils noirs et recourbés et une peau olivâtre. C'est un artiste-peintre latino-américain talentueux. Serena le prend en auto stop sur la route de l'université Brown tandis qu'ils vont tous deux visiter l'établissement. Ils vivent ensemble un bref flirt.
- Tiphany : Tiphany devient la colocataire provisoire de Vanessa lorsque Ruby part en tournée en Europe avec son groupe de rock dans le tome 11. Elle a des cheveux violets et noirs. Elle a pris un an de pause dans ses études après le lycée et n'a rien fait dans l'intervalle. Elle a vécu en Floride sur une plage où elle fixait des piercings à tous ceux qui en voulaient. Elle a ensuite travaillé comme serveuse sur un bateau de croisière sur lequel elle est restée pendant un certain temps. Après cet épisode, elle s'est rendue au Mexique où elle a peint des maisons. Enfin, elle est revenue à New York où elle a décroché un boulot dans le domaine de la construction (de la démolition). Elle a un furet, Tooter, comme animal de compagnie. Elle écoute de la musique bruyante et discordante. Vanessa découvre le jour de son anniversaire que Tiphany est en fait une squatteuse que Ruby était difficilement parvenue à mettre à la porte quelque temps auparavant. C'est une pique-assiette qui ne paie jamais ni le loyer ni les charges ni la nourriture et profite des locataires en les manipulant. Elle emprunte les vêtements de Ruby sans en demander la permission au préalable et se montre impolie et désobligeante avec Dan. Elle se promène partout avec un pic et, avec ses amis, vandalise l'un des murs de l'appartement des sœurs Abrams au cours d'une soirée de beuverie.
- Tooter : Tooter est un gentil furet aux yeux marron. C'est l'animal de compagnie de Tiphany, l'ancienne colocataire de Vanessa Abrams. Il est maigre, a des problèmes de flatulences, aime grignoter les livres et dort pelotonné contre Tiphany toutes les nuits. Il s'entend bien avec Sweetie, le singe de Chuck.
- The Whiffenpoofs : est le groupe de chanteurs a cappella de l'université Yale. Il est constitué d'un petit ténor blond de deuxième année aux yeux bleu-vert et petites taches de rousseur sur l'arête du nez, Lars; d'un rugbyman musclé à la voix de baryton, d'un intellectuel au visage parsemé de taches de rousseur et d'un grand maigre diaphane aux cheveux bruns et flottants et à l'accent anglais. Ils tombent tous sous le charme de Serena lorsqu'elle vient visiter leur université.
- Jonathan Joyce : Jonathan est un célèbre photographe de mode. Il réalise un shooting durant lequel il met Serena et Jenny en vedettes.
- The Raves : est un groupe de rock and roll branché composé de garçons très séduisants arborant un look mi-serial killer mi fils-à-maman -tous issus de bonnes familles de l'Upper East Side- qui ont effectué ensemble leurs études secondaires dans un pensionnat huppé. Son meneur est le guitariste, Damian Polk. Le batteur est Lloyd Collins et le bassiste, Marc. Ils engagent également Dan comme parolier et chanteur lors de l'anniversaire des dix-huit ans de Vanessa. Cependant, ils le renvoient après une prestation lamentable du jeune homme durant un concert et nomment Jenny à sa place comme chanteuse.
- Damian Polk : Damian est le guitariste et meneur du groupe de rock and roll très branché The Raves. Il est d'origine irlandaise. Une cicatrice de douze centimètres, héritée d'un accident de moto, lui barre le front. Il a des cheveux blond-roux, des dents droites et blanches et un corps musclé et couvert de minuscules taches de rousseur. Il possède un hôtel particulier de quatre étages à Manhattan. Il est marié à une jolie Française, Monique, dont il est séparé. C'est lui qui engage puis renvoie Dan du groupe. Serena -avec qui la presse à scandale lui prête une liaison- lui plaît beaucoup mais ils ne formeront jamais un couple. Il est ami avec Lloyd et Marc, les membres de son groupe.
- Lloyd Collins : Lloyd est le batteur du groupe de rock and roll très branché The Raves. Il a une grande bouche, des dents bien droites et blanches et des cheveux brun foncé et courts. Il est ami avec Damian et Marc, les autres membres de son groupe. Jenny désire entamer une relation sentimentale avec lui mais il s'avère finalement qu'il est homosexuel.
- Marc : Marc est le bassiste du groupe de rock and roll très branché The Raves. Il est grand et maigre et a des cheveux bruns et bouclés, une peau pâle et des yeux bruns presque noirs. Il est ami avec Damian et Lloyd, les autres membres de son groupe. Il a une chienne - un bouvier bernois - Trish. L'animal est énorme et noir avec un doux visage marron et blanc et porte le nom de l'ex petite-amie de son maître, l'amour de sa vie.
- Beverly : Beverly est un potentiel colocataire de Vanessa et un artiste assez étrange. Il étudie les beaux-arts à l'Institut Pratt, un établissement d'études supérieures réputé. Il a de petits yeux vifs bleu clair, des cheveux courts et ébouriffés presque bruns et des fesses fermes et rondes. La jointure supérieure du majeur de sa main gauche a été sectionnée au profit de la réalisation d'un projet artistique collectif, c'est d'ailleurs cette information qui va convaincre Vanessa de ne pas le choisir comme nouveau colocataire (tout particulièrement lorsque Bruce, l'ami de Beverly, va lui demander de donner elle aussi un morceau de doigt pour participer à leur projet).
- Bruce : Bruce est un artiste étrange et un ami de Beverly. La jointure supérieure du majeur de sa main gauche a été sectionnée au profit de la réalisation d'un projet artistique collectif. Il demande à Vanessa de lui faire elle aussi don d'un morceau de doigt pour participer à cette œuvre en devenir.
- Monique : Monique est une jeune et séduisante française et l'épouse du guitariste du groupe de rock and roll très branché The Raves, Damian Polk. Elle a de longs cheveux couleur miel, une peau très bronzée, de longues jambes, des yeux vert olive, un petit interstice entre les dents de devant et présente un tatouage de renard lové autour de sa cheville. Elle flirte et couche avec Dan après son premier concert avec le groupe The Raves. Dan ignore encore à ce moment-là qu'elle est mariée avec Damian.
- Lexie : Lexie est une jeune et jolie hippie française qui embarque sur le yacht du père de Nate un soir où Nate le lui a volé. Elle tombe amoureuse de lui mais il la rejette après lui avoir déposé un baiser sur la bouche. Elle est élève à l'Ecole, un lycée français, et c'est une consommatrice régulière de marijuana. Elle a un tatouage et un piercing au nombril.
- Stanford Parris III : Stanford est un vieil aristocrate originaire de la Nouvelle-Angleterre. Il est diplômé de l'université Yale où il a notamment fait partie de la troupe de théâtre universitaire. Il a un petit-fils : Stanford Parris V. Il est malade du cœur et a des problèmes à la jambe droite. Il a un visage long et mince -très ridé- au sillon bien prononcé au niveau du menton, des cheveux blonds, des yeux foncés et de longs cils. Il était très beau dans sa jeunesse. Il apprécie beaucoup Serena avec qui il s'entretient au cours de la soirée organisée en l'honneur des futurs étudiants de Yale. Ils discutent ensemble de théâtre et de littérature et sympathisent.
- Stanford Parris V (dit Stan) : Stan est le petit-fils de Stanford Parris III. Il est beau, grand, blond, arbore une fossette sur son menton aristocratique et des pommettes fantastiques. Malgré les liens de son grand-père avec l'université Yale, il n'est pas admis au sein du prestigieux établissement. Il flirte avec Serena puis Blair/Olivia au cours de la soirée organisée en l'honneur des futurs étudiants de Yale. Plus tard, Blair/Olivia le séduit pour obtenir son admission au sein de l'institution universitaire de ses rêves mais découvre, après l'avoir embrassé, qu'il n'y a pas été reçu. Elle le chasse alors de son appartement.
- Madame Solomon : Madame Solomon enseigne l'anglais au lycée privé pour garçons Riverside Prep. Elle est fraîchement diplômée de l'université de Princeton et éprouve une légère inclination pour Dan, son élève le plus doué, qu'elle malmène alors souvent. Elle est maigre et sèche et a des cheveux d'un blond cendré foncé qu'elle attache toujours en queue-de-cheval basse. Elle est une admiratrice du groupe de rock The Raves.
- Alison Baker : Alison est élève au lycée privé pour filles Constance-Billard et une médisante amatrice de commérages. Elle est maigre comme un clou, a des cheveux châtain ternes et fins qui lui arrivent à la taille coiffés d'une raie au milieu et un écart entre les dents de devant. Elle a invité Blair/Olivia à une soirée en sixième mais cette dernière n'y est pas allée ; elle a alors répandu une rumeur selon laquelle Blair/Olivia entretenait une relation incestueuse avec son père.
- Camilla (dite Mimi) : Camilla est la cousine de Lord Marcus Beaton-Rhodes. C'est une aristocrate anglaise au physique chevalin, au teint pâle, aux dents tordues, aux longs cheveux blonds et filasses et au nez proéminent. Elle a des jambes ridiculement longues et maigres. C'est une joueuse de croquet douée. Elle est visiblement amoureuse de son cousin avec qui elle entretient des liens étroits et intimes depuis l'enfance.
- Jason Bridges : Jason est grand, maigre, mignon, a les épaules carrées, des cheveux châtain foncé ébouriffés, une fossette sur son large menton et de jolis yeux bleus. Il loge dans l'immeuble où habitait le personnage d'Holly Golightly dans le film Diamants sur Canapé et où Serena est sommée par Ken Mogul d'emménager lors du tournage de Diamants sous Canopée. C'est lui qui est chargé de faire visiter l'appartement à la jeune femme. Il est avocat et travaille comme associé d'été pour le célèbre cabinet juridique Lowell, Bonderoff, Foster and Wallace. Il entretient une courte romance avec Blair/Olivia lorsque celle-ci emménage avec Serena.
- Greg : Greg travaille comme étudiant au sein de la célèbre librairie Strand avec Dan dont il devient l'ami. Il est maigrichon, a des cheveux blonds courts et ébouriffés, un visage carré, de fins sourcils blonds et porte des lunettes à monture d'écaille trop grandes pour lui. C'est un admirateur du travail poétique de Dan et un passionné de littérature. Il décide d'ailleurs de fonder un salon littéraire auquel il convie son idole. Il est homosexuel et vit une brève relation sentimentale avec Dan durant l'été qui suit leur année de terminale puis une autre avec Chuck.
- Tawny : Tawny est une jeune lycéenne de banlieue issue de la classe moyenne et résidant à Hampton Bays. Elle a des cheveux blond foncé naturellement frisés, d'immenses yeux bleu clair aux longs cils, des lèvres roses charnues et opalescentes, des cuisses rondes et fermes, des seins énormes en forme de pêches, des doigts fins et des taches de rousseur qui lui recouvrent tout le corps. Elle veut devenir une thérapeute masseuse agréée après le baccalauréat. Elle pratique le surf et est la fille d'un ancien capitaine des pompiers maintenant à la retraite. C'est une consommatrice de marijuana. Nate et elle entretiennent une brève relation sentimentale durant l'été qui suit la terminale du jeune homme. Elle est plus jeune que lui d'une année. Elle vivra également une brève liaison avec Chuck.
- Bree : Bree est une jeune fille que Dan rencontre dans la librairie pour laquelle il travaille - Strand - l'été qui suit son année de terminale. Elle est très grande et a de longs cheveux platine ondulés et fins, des yeux bleus en amende, une peau éclatante, une petite poitrine, de longues jambes bien musclées et un petit cul rond. C'est une passionnée de Bikram - une sorte de yoga que l'on pratique nu - de méditation, de courants de pensée New Age et de spiritualité. Elle porte une marque de naissance de la taille d'un ongle et de la forme de l'état du Texas près du nombril. Elle est très soucieuse de sa santé : elle pratique la course à pied et le roller et ne fume pas. Dan et elle entretiennent une courte relation sentimentale. À la rentrée suivante, elle doit partir pour Santa Cruz.
- Tony, Vince et Greg : Tony, Vince et Greg sont des lycéens de banlieue issus de la classe moyenne résidant à Hampton Bays et des amis de Tawny. Ils portent des jeans baggy, s'épilent les sourcils, coiffent leurs cheveux de gel, s'inondent d'eau de toilette bas de gamme et consomment de la marijuana. Greg et Vince sont des jumeaux extrêmement bronzés. Tous trois détestent les habitants de la ville de New York qui envahissent leurs plages chaque été.
- Allison Morgan : Allison est la mère de Jasmine (la petite amie de Tyler Waldorf) et des jumeaux Nils et Edgar James-Morgan. Elle est grande et rousse. C'est une riche femme d'affaires très occupée, féministe, désinhibée et un peu exhibitionniste. Elle emploie Vanessa un été comme nounou pour ses jumeaux.
- Jasmine James-Morgan : Jasmine est la fille aînée d'Allison Morgan et la petite amie de Tyler Waldorf. Elle a deux frères, Nils et Edgar, des jumeaux. C'est une admiratrice obsessionnelle de Blair/Olivia. Elle est dotée de cheveux bruns presque noirs d'une brillance remarquable.
- Nils et Edgar James-Morgan : Nils et Edgar sont des frères jumeaux, les fils d'Allison Morgan et les frères cadets de Jasmine, la petite amie de Tyler. Ils sont très espiègles. Vanessa devient leur nounou attitrée durant l'été qui suit sa remise de diplôme au lycée.
- Svetlana : Svetlana est l'un des mannequins engagés par le styliste de mode Bailey Winter pour porter sa dernière collection. Elle est grande, maigre, a des seins et des hanches inexistants, des yeux asymétriques bleu foncé presque bleu marine, une veine bleu-pourpre visible sur son front et est dotée d'une longue chevelure d'un blond-blanchâtre qui lui arrive au niveau des fesses. C'est un sosie de Serena chargé de l'observer mais Blair/Olivia perçoit une once d'hypocrisie et de calcul chez elle. En effet, elle découvre par la suite que son amie Ibiza et elle ont remplacé son shampooing et celui de Serena par de la crème dépilatoire par jalousie.
- Ibiza : Ibiza est l'un des mannequins engagés par le styliste de mode Bailey Winter pour porter sa dernière collection. Elle est maigre et a une voix haut perchée, des cheveux châtain ébouriffés, un visage de renard, des yeux bleus brillants, deux dents de lapin proéminentes et un nombril duveteux. C'est un sosie de Blair/Olivia chargé de l'observer mais Blair/Olivia perçoit une once d'hypocrisie et de calcul chez elle. En effet, elle découvre par la suite que son amie, Svetlana et elle ont remplacé son shampooing et celui de Serena par de la crème dépilatoire par jalousie.
- Patricia (dite Babs) : Babs est l'épouse de l'entraîneur de crosse du lycée privé pour garçons Saint Jude's, Monsieur Michaels et la mère de leurs enfants. Elle a des cheveux teints en roux avec des mèches auburn, une peau ridée et brûlée par le soleil et un tatouage en forme de papillon aux ailes vertes dans le creux des reins. Elle tente par tous les moyens de séduire Nate et en vient même à le harceler sexuellement en ayant recours au chantage pour qu'il lui succombe.
- Henry : Henry est un ex petit ami de Serena et le bassiste de l'orchestre de jazz de l'Hanover Academy, un pensionnat huppé. C'est un garçon large de poitrine aux cheveux bruns frisés et aux yeux noisette. Il a des lèvres charnues, des dents blanches et de longs doigts fuselés. Il a dit un jour à Serena qu'il l'aimait et elle a fui parce qu'elle était amoureuse de Nate.
- Alana Hoffman : Alana est la riche colocataire de Blair/Olivia sur le campus de l'université Yale où elles étudient toutes deux. C'est une jeune championne de natation originaire de Los Angeles, en Californie et une chanteuse a cappella passionnée. Elle a vécu une romance de deux ans avec un nageur, Asher, mais y a mis un terme peu avant leur rentrée à l'université, ne croyant pas aux relations à distance.
- Matt et Chip : Matt et Chip étudient le cinéma à l'université de New York et sont des amis de Vanessa. C'est un couple homosexuel qui réalise des films pornographiques très explicites.
- Mika, Herbert et Ron : Mika, Herbert et Ron sont les meilleurs amis de Rufus Humphrey. Il s'agit d'une petite bande d'originaux : Ron se fait appeler Arc-en-Ciel fugace et enseigne gratuitement le tai-chi à Central Park quand il ne travaille pas au Starbucks, quant à Mika et Herbert, tous deux maigres et chauves, ils forment un groupe de rock-folk qui se produit principalement dans des soirées à micro ouvert dans toute la ville et jouent tous deux du bongo.
- Stacy Brower : Stacy est la directrice de création excentrique de la société de production cinématographique Streetscape. Elle est réputée pour défendre les intérêts des artistes étranges, obscurs ou ignorés. C'est elle qui a découvert le film de Hollis Entre le B et le A lors d'une projection à l'occasion de la soutenance de thèse d'un étudiant de N.Y.U. et l'a conduit et soutenu jusqu'au festival du film de Sundance. Elle est grande (elle mesure un mètre et quatre-vingt centimètres de hauteur) et squelettique mais possède une poitrine voluptueuse. Ses cheveux blonds lui arrivent dans le bas du dos.
- Geoff : Geoff est un scénariste de la société de production cinématographique Streetscape. Il est grand (un mètre et quatre-vingt centimètres de hauteur).
- Norma Desmond : Norma Desmond est une petite chienne chow-poodle (mi chow-chow mi caniche) d'une couleur marron roux. C'est l'animal de compagnie que Hollis offre à Vanessa au terme de leur première année de relation amoureuse. Il lui donne le nom d'un personnage du film Sunset Boulevard que Vanessa et lui adorent tous deux. Norma est gentille, mignonne et affectueuse.

## Personnages principaux de la série de livresno2(The Carlyles)
- Gossip Girl : Gossip Girl est le seul personnage de la première série de livres encore présent dans la série The Carlyles[2].
- Avery Carlyle : Avery est grande, a de longs cheveux épais du même blond or que celui du blé, des yeux bleu cobalt, une silhouette athlétique, un ventre ultra plat, un front haut, de petites oreilles, un nez parsemé de taches de rousseur.

Avery est l'une des filles d'Edie Carlyle, une artiste hippie, la petite-fille de la grande Avery Carlyle première du nom -une bienfaitrice new-yorkaise réputée- et d'Owen Carlyle premier du nom ainsi que la sœur de Baby et Owen. Elle ignore qui est son père. Elle a vécu à Nantucket avec sa mère, son frère, sa sœur et leur chèvre, leurs trois chiens, six chats et deux tortues jusqu'à l'âge de seize ans avant de s'installer avec eux à Manhattan à la mort de sa grand-mère maternelle. Très belle et très élégante, Avery a été élue Reine du homard dans sa ville d'origine et la fille au plus beau style dans son ancien lycée de Nantucket High School. À son arrivée à New York, elle n'a qu'un seul rêve : devenir populaire, se faire pleins d'amis et gagner le cœur d'un garçon. Malheureusement pour elle, le lycée privé de Constance Billard qu'elle fréquente possède déjà sa Reine : Jack Laurent. Cette dernière va d'ailleurs s'employer à faire de sa vie sociale un enfer mais Avery est tenace et déterminée et lui tient tête. Elle est ainsi élue Chargée de Liaison au Conseil des Superviseurs du lycée à sa place et devient, à la suite d'une fête épique organisée par ses soins, la fille avec qui tout le monde à l'école rêve de s'afficher publiquement. Sophistiquée et très attachée à l'image qu'elle renvoie aux autres, Avery prend soin de son look et voit en Manhattan sa terre promise. Elle nourrit en secret l'espoir de devenir un jour - comme feu sa grand-mère maternelle adorée - une icône new-yorkaise, organisant les événements les plus chics de la ville et portant les tenues les plus somptueuses. Cependant, la jeune femme, gentille, douce et parfois naïve, n'est pas vraiment préparée au mieux aux embuscades retorses que peuvent lui tendre ses camarades hypocrites de la haute société. Sincère, elle se réjouit facilement du bonheur de ses proches, sans jalousie aucune. Rêveuse, fragile et romantique, c'est une nostalgique du glamour d'antan qui se soucie de l'étiquette et de la bonne éducation.
- Baby Carlyle : Baby est maigre, petite, a de longs cheveux châtain ondulés agrémentés d'une frange longue, de grands yeux noisette, de grands cils châtain, des pommettes saillantes, un front haut, des jambes fines, de petites épaules...

Baby est l'une des filles d'Edie Carlyle, une artiste hippie, la petite-fille de la grande Avery Carlyle première du nom -une bienfaitrice new-yorkaise réputée- et d'Owen Carlyle premier du nom ainsi que la sœur d'Avery et Owen. Elle ignore qui est son père. Elle a vécu à Nantucket avec sa mère, son frère, sa sœur et leur chèvre, leurs trois chiens, six chats et deux tortues jusqu'à l'âge de seize ans avant de s'installer avec eux à Manhattan à la mort de sa grand-mère maternelle. Baby est le parfait contraire de sa sœur, Avery : rebelle, elle ne cherche pas à devenir populaire, dit tout haut ce qu'elle pense même si cela peut choquer ses interlocuteurs et, bien que superbe, ne prête aucune attention à son look et à ce que les autres peuvent penser d'elle. L'ambiance hypocrite et pompeuse, très gosses de riches, du lycée privé pour filles de Constance-Billard au sein duquel elle étudie va vite l'agacer, au point qu'elle tentera à plusieurs reprises de s'en faire renvoyer. Dès son arrivée à New York, elle éprouve le mal du pays et met au point un plan pour retourner vivre à Nantucket et y retrouver son petit ami, Tom Devlin, avec qui elle entretient une relation sentimentale depuis plus d'un an. Malheureusement, de retour dans sa ville d'origine, elle surprend ce dernier en compagnie d'une autre fille et revient alors aussitôt à New York. Grande défenseuse de la nature et anarchiste, Baby ne jure que par le bio et lutte contre le capitalisme auquel elle ne compte pas céder, malgré la grande fortune de sa famille. C'est aussi une amoureuse des animaux et elle sait d'ailleurs très bien comment se comporter avec eux. Elle s'intéresse également à la photographie et développe très vite un grand talent en la matière. À son arrivée dans l'Upper East Side, Baby fait la connaissance de J.P. Cashman et de ses chiens et entame bientôt une relation amoureuse avec lui. Elle se lie également d'amitié avec Sidney avec qui elle collabore à la rédaction du magazine artistique du lycée Rancœur, créé par Vanessa Abrams. Au cours de la saga, elle quitte finalement J.P. et part en Espagne sur un coup de tête pour y retrouver un jeune homme qu'elle a connu par le biais de sa nouvelle amie.
- Owen Carlyle : Owen est grand (il mesure un mètre et quatre-vingt-dix centimètres de haut), musclé, a des cheveux blond blanc, des yeux bleus, un menton ciselé, des épaules carrées, une taille fine, porte un bouc.

Owen est le fils d'Edie Carlyle, une artiste hippie, le petit-fils de la grande Avery Carlyle première du nom -une bienfaitrice new-yorkaise réputée- et d'Owen Carlyle premier du nom et le frère d'Avery et Baby. Il ignore qui est son père. Il a vécu à Nantucket avec sa mère, ses deux sœurs et leur chèvre, leurs trois chiens, six chats et deux tortues jusqu'à l'âge de seize ans avant de s'installer avec eux à Manhattan à la mort de sa grand-mère maternelle. Owen est si beau qu'il déchaîne toutes les passions sur son passage. C'est aussi un sportif et un nageur talentueux, ce qui lui vaut d'intégrer l'équipe de natation du lycée privé pour garçons de Saint Jude's au sein de laquelle il réalise les meilleurs scores et dont il devient même plus tard le capitaine provisoire. Owen était un coureur de jupons jusqu'à ce qu'il fasse la connaissance d'une certaine Kat dont il tombe amoureux presque au premier regard au cours d'un été à Nantucket. Cependant, il découvre en venant habiter à Manhattan que sa dulcinée s'appelle en fait Kelsey et se trouve être la petite amie de Rhys Sterling, le capitaine de son équipe de natation et, accessoirement, son nouvel ami. Bien que très attaché à la jeune fille, il décide de la repousser par égard pour Rhys, fou de chagrin depuis leur rupture, ce qui fait de lui un ami loyal et une personne empathique et altruiste. Owen est un peu l'équivalent de Nate dans la première génération: il est sportif et très beau.
- Jacqueline Laurent : Jack est grande, mince et musclée et a de longs cheveux auburn raides comme des baguettes, de grands yeux de chat verts, le teint pâle, un visage recouvert de taches de son, un long cou de ballerine, des épaules frêles.

Jacqueline Laurent, dite Jack, est la fille de Vivienne Restoin, une célèbre danseuse étoile d'origine française, et de Charles Laurent, un ancien ambassadeur des États-Unis reconverti en conseiller en investissements. Sa conception était accidentelle et a profondément bouleversé le mode de vie de ses parents: sa mère a en effet été contrainte d'abandonner sa glorieuse carrière artistique au jeune âge de vingt ans et de quitter Paris pour New York où son couple avec Charles n'a duré que quelques années à peine. Après leur séparation, Charles épouse plusieurs femmes et aura avec elles d'autres enfants dont des jumelles avec la dernière en date, Colette et Elodie Laurent. Jack étudie au lycée privé pour filles Constance Billard où elle règne littéralement sur les autres élèves. Elle entretient une relation sentimentale avec J.P. Cashman, le fils très séduisant et bien éduqué d'un richissime magnat de l'immobilier, depuis un an et envisage de faire l'amour avec lui pour la première fois de sa vie. Jack a hérité du talent de sa mère pour la danse classique et a ainsi été admise, au terme de son année de seconde au lycée, au programme d'été de l'Ecole de danse de l'Opéra de Paris dont elle a été renvoyée pour avoir consommé de l'alcool en cachette dans sa chambre. Son plus grand rêve est de vivre de sa passion et donc, de devenir un jour une grande ballerine. Pour ce faire, elle pratique la danse à haute fréquence au sein des meilleures académies du monde. Autoritaire, despotique et prétentieuse, Jack traite ses amis et camarades de classe comme si elle était leur cheffe absolue et se montre très exigeante envers son petit-ami. D'un naturel snob et arrogant, elle est odieuse avec tous ceux qu'elle juge indignes de son intérêt tant par leur statut social qu'économique. Jalouse, elle ne supporte pas qu'une fille s'approche de J.P. ou qu'une autre menace son statut de Reine au lycée et fomente ainsi les pires manigances pour évincer ses rivales. Belle, élégante, superficielle et condescendante, elle attache beaucoup d'importance aux apparences et snobe les personnes qui ne correspondent pas à ses critères en la matière. Son physique avantageux va entre autres lui permettre de devenir le visage d'une campagne immobilière très tendance et de faire ainsi la une du New York Post et de devenir la nouvelle It Girl adulée de Manhattan. D'un caractère très perfectionniste, elle a pour habitude de tout contrôler dans sa vie ; ainsi, on pourrait presque l'assimiler à Blair/Olivia. Quand son père décide de lui couper les vivres et par la même occasion à sa mère dans le but de leur apprendre le sens des responsabilités, elle se débrouille à chaque ennui rencontré pour tout arranger et cacher la situation, quelles qu'en soient les conséquences sur son entourage. Au début de la saga, elle voue une haine sans borne à Avery mais elle finit ensuite par devenir son amie. On découvre ainsi une autre facette du personnage de Jack : douce, amicale, sincère et loyale. Dans le tome 15, elle flirte avec Owen Carlyle, avec qui elle entame par la suite une romance.
La meilleure amie de Jack est Geneviève. Elle est la première personne à qui la jeune reine va d'ailleurs confier la réalité de sa situation lorsque son milliardaire de père lui coupe les vivres.
- Rhys Sterling : Rhys est grand (il mesure près d'un mètre et quatre-vingt-dix centimètres de haut) et musclé, a des cheveux châtain foncé et des yeux noisette mouchetés d'or, un visage bien ciselé, un menton angulaire, des épaules carrées de nageur, des hanches minces.

Rhys est le fils unique de Lady Sterling, la célèbre présentatrice d'une émission de télévision très populaire qui traite des bonnes manières et du savoir-vivre, Thé chez Lady Sterling, et d'un riche aristocrate anglais, Lord Algernon Sterling, président directeur général d'un grand empire de l'édition littéraire. Il est le capitaine de l'équipe de natation du lycée privé pour garçons Saint Jude's au sein duquel il étudie. Il est en couple avec Kelsey, une amie d'enfance, depuis deux ans quand cette dernière décide soudain de mettre un terme à leur relation pour entamer une romance avec Owen. Malgré leur rupture abrupte, il reste fou amoureux d'elle et tente de la récupérer par tous les moyens. C'est un garçon sensible, amical et romantique et un ami fidèle. Il est très attaché aux bonnes manières et à l'éducation. Il a cinq chiens, tous des Corgis. Sa mère est très Bon Chic Bon Genre et très stricte quand il s'agit de son éducation. Il entame une relation amoureuse sincère et profonde avec Avery dans le tome 15.
- J.P. Cashman : J.P. est musclé, large d'épaules, a des yeux noisette intelligents et des cheveux châtain bien coupés avec une raie bien nette sur le côté, un visage carré, un menton buriné, de grandes mains.

J.P. est le fils unique de Dick Cashman, un magnat de l'immobilier qui œuvre pour l'écologie et de Tatyana, une ex mannequin d'origine russe. Il est élève au lycée privé pour garçons Riverside Prep. Il est séduisant, modeste, drôle, généreux et très gentil. Au début de la saga, il est en couple avec Jack Laurent depuis un an. Mais il fait alors par hasard la connaissance de Baby Carlyle dont il devient très vite assez proche et tombe amoureux d'elle. Il décide donc de mettre un terme à sa relation avec Jack. Il a trois chiens : un Labrador couleur sable, Nemo et deux Puggles couleur café, Darwin et Shackleton.
- Kelsey Addison Talmadge (dite Kat) : Kesley a de longs cheveux ondulés couleur caramel dur au beurre, des yeux bleu argenté dansants, un nez légèrement en trompette, une bouche en cœur, l'incisive gauche légèrement de travers, des hanches minces, des chevilles athlétiques, des épaules fluettes mais athlétiques, une peau blanche et crémeuse, de petites oreilles et des seins qui emplissent un bonnet B.

Kesley est originaire d'un milieu modeste: elle est née dans le quartier de Williamsburg, à Brooklyn et a emménagé dans l'Upper East Side lorsque sa mère, une sculptrice, a épousé un riche financier. Elle est élève au lycée privé pour filles de Seaton Arms. Kelsey est une peintre brillante dont les œuvres ont déjà été à plusieurs reprises exposées dans certaines galeries professionnelles de Manhattan et ce, malgré son jeune âge. Elle est sans cesse positive et s'enthousiasme de tout ce qui l'entoure, des choses les plus simples aux plus extravagantes, ce qui fait d'elle une interlocutrice agréable. Belle et élégante, elle est aussi gentille et dénuée de toute prétention, contrairement à nombre de ses pairs de l'Upper East Side. En plus d'être une artiste douée, Kelsey est aussi une sportive talentueuse qui brille littéralement sur les courts de tennis. Elle est en couple avec Rhys Sterling -qu'elle connaît depuis l'enfance- depuis bientôt deux ans lorsqu'elle fait la connaissance d'Owen Carlyle au cours d'un séjour à Nantucket et tombe aussitôt amoureuse de lui. De retour à New York, elle décide de mettre un terme à sa romance avec Rhys, le laissant en plein désarroi. Elle possède une particularité qu'Owen adore : ses cheveux dégagent toujours une odeur de pomme.

### Autres personnages
- Edie Carlyle : Edie Carlyle est la fille rebelle d'Avery (une mondaine bienfaitrice) et Owen Carlyle, de riches new-yorkais de l'Upper East Side, et la mère célibataire des triplés Avery, Owen et Baby Carlyle. C'est aussi une artiste hippie remarquable qui a quitté son Upper East Side natal pour s'installer sur l'île de Nantucket où elle élève ses enfants et s'épanouit avec ses animaux (trois chiens, six chats, une chèvre et deux tortues). Elle a fait ses études secondaires au lycée privé pour filles Constance Billard. À la mort de sa mère, elle revient à Manhattan pour gérer la succession et inscrit les triplés dans des lycées privés. Edie est maigre, musclée, a des cheveux ondulés blond foncé parsemés de gris coupés au carré, quelques rides de rire, de grands yeux bleus étincelants et un nez en forme de tremplin de ski. C'est une mère aimante et une femme originale, ouverte d'esprit, dénuée de toute prétention et très sympathique. À la fin de la saga, elle épouse son amour de lycée, Remington Wallis.
- Rothko Carlyle : Rothko est un chat blanc et noir. C'est l'animal de compagnie de la famille Carlyle. Il est gentil et affectueux.
- Chance Carlyle : Chance est un chien de la race des Labradors. C'est l'animal de compagnie de la famille Carlyle. Il est resté vivre à Nantucket avec les autres animaux de la famille.
- Lady Sterling : Lady Sterling est la mère de Rhys Sterling et la célèbre présentatrice d'une émission de télévision intitulée Thé chez Lady Sterling, un programme de l'après-midi très populaire qui traite de bonnes manières, de savoir-vivre et de potins sur le beau monde. Elle a grandi à Greenwich, dans le Connecticut mais se présente comme une Anglaise. Elle a fait ses études universitaires au Vassar College. C'est au cours d'un programme d'échange avec l'université d'Oxford, au Royaume-Uni, qu'elle a fait la connaissance de son futur époux, Lord Algernon Sterling. Elle a une stature altière, des cheveux blancs mais pas de rides et ressemble à Nicole Kidman. C'est une mère très affectueuse mais aussi très stricte en matière d'éducation. Elle est hyper énergique et « être de bonne humeur et savoir tirer le meilleur parti des choses » est sa religion personnelle (Réf.: Tome 14 de Gossip Girl). Elle porte des lunettes en demi-lune. Elle a cinq chiens, tous des Corgis (dont l'un s'appelle Estella).
- Madame McLean (dite Madame M) : Madame M apparaît déjà dans la première série. C'est la directrice du lycée privé pour filles Constance Billard où étudient Avery, Baby et Jack. Elle est corpulente, a une poitrine opulente, un visage rond et plat parsemé de taches de son, des yeux couleur terre, une petite bouche, des avant-bras grassouillets et des sourcils broussailleux. Elle est devenue profondément religieuse après le brusque décès de son époux, Randall, dans un accident de pêche. On raconte qu'elle vit à présent avec une femme, Vonda, dans une maison de campagne à Woodstock, da-ns l'état de New York. Maternelle, bienveillante et pédagogue, c'est une excellente directrice de lycée qui met tout en œuvre pour que ses étudiantes aient de bonnes notes et entrent dans les meilleures universités, quitte à leur assigner psychologues, conseillers/-ères pédagogiques et professeurs particuliers en tout genre. Elle a la méchanceté en horreur et souhaite gouverner sur une école sans clans ni préjugés d'aucune sorte. Ainsi, elle sanctionne sévèrement la calomnie. Malheureusement, elle ignore très souvent ce qui se déroule au sein de son établissement. Elle entretient une liaison avec l'enseignante d'espagnol de son établissement, Madame d'Agostino.
- Monsieur Beckham : Monsieur Beckham apparaît déjà dans la première série. Il enseigne le cinéma au lycée privé pour filles Constance-Billard. Il a les cheveux jaunes et un torse musclé. Il est jeune et cool et éprouve une légère inclination pour Serena. Il la nomine pour déclamer le discours de sa promotion au cours de la remise des diplômes du lycée et lui demande un baiser sur la bouche qu'elle refuse de lui donner. Elle lui tend sa joue à la place.
- Jiffy Bennett : Jiffy est une élève de la classe d'Avery et Baby au lycée privé pour filles Constance-Billard et l'une des suivantes et amies de Jack, très férue de ragots. Elle a de longs cheveux châtain ondulés agrémentés d'une frange raide sur le front, de grands yeux noisette foncé, un visage rond et des taches de rousseur. Elle est perpétuellement au régime car elle aimerait perdre les deux kilogrammes superflus qui lui encerclent les hanches. Elle a une sœur, Béatrice, une mondaine, qui a le double de son âge et s'est mariée à trois reprises..
- Duke Randall : Duke est un élève de la classe d'Owen au lycée privé pour garçons Saint Jude's. Il est super maigre et mesure un mètre et soixante-dix centimètres de haut.
- Mademoiselle Kendall : Mademoiselle Kendall enseigne l'histoire au lycée privé pour garçon Saint Jude's. Elle a des cheveux châtain ternes et un grain de beauté en forme de poire sur le menton. Ses élèves sont presque tous amoureux d'elle.
- Sidney Miller : Sidney est une élève de la classe d'Avery et Baby au lycée pour filles Constance-Billard. C'est une rebelle féministe et cultivée. Elle est grande, mince, a les cheveux châtain ébouriffés coupés au carré qui lui arrivent au niveau du menton et porte des lunettes rectangulaires et des piercings sur le bout des seins et sur la langue. Son prénom fait référence à la ville où elle a été conçue. Ses parents sont séparés. Sa mère est psychothérapeute et a écrit un livre, Votre vie n'est pas si compliquée dans lequel elle encourage ses lecteurs à se délester du matériel pour trouver le bonheur. C'est une femme aux cheveux châtain foncé, soigneusement coupés au carré, au visage anguleux et à l'air gentil et déterminé. Son père, quant à lui, est journaliste, il tient une rubrique traitant des bonnes manières dans le supplément Style du New York Times et habite à Washington D.C. Sidney porte un tatouage en forme de grande étoile noire difforme sur un avant-bras et affiche un look gothique. Elle est très gentille mais surtout très franche. Elle fait partie de l'équipe de rédaction du magazine artistique du lycée, Rancœur, avec Baby dont elle devient l'amie.
- Geneviève Coursy : Geneviève est une élève de la classe d'Avery et Baby au lycée privé pour filles Constance Billard et la meilleure amie de Jack, très férue de ragots. Elle est maigre mais dotée d'une forte poitrine et a de longs cheveux blonds ondulés, de longs cils marron et un petit nez mutin. Elle est la fille d'un riche producteur et réalisateur de cinéma et d'une ancienne top model reconvertie en actrice de soap opera. Elle a vécu une brève liaison avec le célèbre acteur de série b, Breckin O'Dell. Geneviève est elle-même une aspirante actrice qui a fait quelques apparitions dans des films Disney et des séries policières et qui attend sa grosse percée.
- Elisabeth Cort : Elisabeth est une élève de la classe d'Avery et Baby au lycée privé pour filles Constance-Billard. Elle a perdu toute crédibilité le jour où elle a fait pipi dans sa culotte en cinquième durant les élections du conseil de classe.
- Sarah Jane Jenson : Sarah Jane est une élève de la classe d'Avery et Baby au lycée privé pour filles Constance-Billard et l'une des suivantes et amies de Jack, très férue de ragots. Elle porte des lunettes, a de minuscules yeux gris et ses cils et sourcils pratiquement blancs lui confèrent un air constamment effarouché. Sa mère est la rédactrice en chef d'un célèbre magazine de mode et de décoration, le Bella et Sarah Jane rêve de suivre ses traces.
- Vivienne Restoin : Vivienne est la mère de Jack ainsi qu'une célèbre danseuse étoile d'origine française. Elle est petite, mince et rousse et a le teint pâle. Elle est tombée accidentellement enceinte de Jack à l'âge de vingt-et-un ans et a alors du sacrifier son corps et sa carrière pour sa fille unique. Elle a vécu un petit temps à Paris avec le père de sa progéniture avant qu'ils ne viennent tous deux s'installer à New York où leur couple n'a duré que quelques années. Au cours de la saga, elle décroche un rôle dans un soap opera dans sa ville d'origine. C'est une femme théâtrale, sensible, mélodramatique, dépensière et quelque peu irresponsable qui a le travail en horreur mais aussi une mère très gentille.
- Coach Siegel : Siegel est le jeune entraîneur fraîchement diplômé de l'université Stanford de l'équipe de natation du lycée privé pour garçons Saint Jude's dont Rhys est le capitaine et Owen l'un des meilleurs membres. Il a des cheveux châtain-roux ébouriffés, des yeux bleu bain-de-bouche, une mâchoire carrée, des jambes maigres et un torse très musclé. C'est un tombeur invétéré qui adore que ses élèves lui parlent de leurs conquêtes féminines et lui demandent des conseils de drague. Il a été champion de natation à l'université.
- Jeff Kohl : Jeff est un garçon de la classe d'Owen et de Rhys au lycée privé pour garçons Saint Jude's ainsi qu'un de leurs coéquipiers dans l'équipe de natation du lycée.
- Ian McDaniel : Ian est un garçon de la classe d'Owen et de Rhys au lycée privé pour garçons Saint Jude's ainsi qu'un de leurs coéquipiers dans l'équipe de natation du lycée. Il est très petit et maigre.
- Hugh Moore : Hugh est un garçon de la classe d'Owen et de Rhys au lycée privé pour garçons Saint Jude's ainsi qu'un de leurs coéquipiers dans l'équipe de natation du lycée. Il est musclé, a un menton ciselé, des yeux noisette et des cheveux châtain doré. Il est solidaire de ses coéquipiers. Sa petite-amie vit en France. Lorsque Kelsey quitte Rhys, laissant le jeune homme dans un profond désarroi et qu'il en a vent, il lance un défi aux garçons de l'équipe de natation de rester abstinents tant que Rhys le sera lui-même, en signe de solidarité. Il ne tient pas compte, en revanche, du consentement féminin puisqu'il était prêt à coucher avec Jiffy (et ce, malgré l'avertissement de Sidney) à la soirée de rentrée d'Avery et Owen alors que cette dernière tenait à peine debout. C'est donc un misogyne et un violeur. Il harcèle également Rhys pour qu'il ait enfin des relations sexuelles et organise une mutinerie lorsque Owen est nommé capitaine de leur équipe de natation.
- Chadwick Jenkins : Chadwick est un élève du lycée privé pour garçons Saint Jude's ainsi que l'un des coéquipiers d'Owen et de Rhys dans l'équipe de natation du lycée. Il a des bras maigrichons et est le souffre-douleur de ses camarades.
- Ken Williams : Ken est un élève du lycée privé pour garçons Saint Jude's ainsi que l'un des coéquipiers d'Owen et de Rhys dans l'équipe de natation du l'établissement. Il pèse plus de quatre-vingt-dix kilogrammes. Il a vécu une relation sentimentale avec Stéphanie, une fille rencontrée en camp d'amaigrissement, un été. Pour la récupérer quand elle l'a quitté, il a dévalisé les cuisines du centre pour lui en rapporter tous les cookies allégés.
- Nemo Cashman : Nemo est un chiot de la race des Labradors de couleur sable. C'est l'animal de compagnie de la famille Cashman. Il est gentil et affectueux, très joueur. Au début de la saga, il a cependant quelques soucis de comportement car il ne se dépense pas assez et ne se sent pas compris par son maître, J.P. Mais Baby va s'occuper de lui et changer la donne.
- Darwin Cashman : Darwin est un chien de la race des Puggles. Il a un pelage brun. C'est l'animal de compagnie de la famille Cashman. Il est gentil et affectueux.
- Shackelton Cashman : Shackleton est un chien de la race des Puggles. Il a un pelage brun. C'est l'animal de compagnie de la famille Cashman. Il est gentil et affectueux.
- Tatyana Cashman : Tatyana est une ex top model européenne, la mère de J.P. et l'épouse de Dick. Elle est d'origine russe. Elle est grande, corpulente, a les cheveux blonds méchés de platine, un cul énorme et des bras charnus. Elle est chaleureuse, exubérante et c'est une mère très affectueuse. Elle adore ses chiens, Nemo, Darwin et Shackelton.
- Dick Cashman : Dick est le père de J.P. et le mari de Tatyana. C'est un riche promoteur immobilier. Il est corpulent et chauve, a un visage rubicond et des yeux globuleux. C'est un homme exubérant et chaleureux qui aime s'amuser avec son argent et ne l'utilise pas par prétention. Il est dénué de toute hypocrisie et de toute vanité mais n'a aucune éducation et passe pour un personnage vulgaire.
- Satchel : Satchel est la fille de la famille qui a racheté l'hôtel particulier de Jack et sa mère. Elle est âgée d'environ cinq ans et a des cheveux blond clair. Elle est gentille.
- Charles Laurent : Charles est le père de Jack. C'est un ancien ambassadeur français du gouvernement des États-Unis reconverti en conseiller en investissements spécialisé dans les marchés émergents chez Citigroup. Il s'est remarié à de nombreuses reprises avec des femmes toutes beaucoup plus jeunes que lui et a eu, après Jack, plusieurs enfants de ces diverses unions dont les petites jumelles Colette et Elodie. Il est assez âgé, petit, dodu et blanc de cheveux.
- Coach Crawford : Coach Crawford enseigne l'éducation physique et sportive au lycée privé pour filles Constance-Billard. Elle a des cheveux brunâtres parsemés de mèches grises et une forte poitrine.
- Raphaël : Raphaël est le cuisinier de la famille Cashman.
- Frances : Frances est la domestique des Cashman.
- Roger : Roger est le majordome britannique de la famille Cashman.
- Astra Hill : Astra est une élève du lycée Darrow, une petite école hippie au sein de laquelle les étudiants depuis les classes maternelles à la terminale suivent tous ensemble les cours dans la même salle. Elle est grande, a des cheveux bruns coupés en un carré asymétrique qui lui effleurent le menton, un œil noisette et l'autre bleu, des lèvres corail, une poitrine pulpeuse, des bras de sportive, des clavicules gracieuses et une peau bronzée. Elle est amicale et ouverte d'esprit. Elle se dit flexuelle. Owen fait sa connaissance dans un salon de beauté et décide de la présenter ensuite à Rhys afin que ce dernier oublie Kelsey et leur laisse le champ libre à tous les deux. Mais Rhys étant toujours amoureux de son ex, il se détourne très vite d'elle.
- Tom Devlin : Tom est l'ex petit ami de Baby. Ils ont formé un couple durant un peu plus d'un an. Il habite sur l'île de Nantucket dans un vieux cottage qu'il partage avec son frère aîné, James. Il est maigre et c'est un consommateur invétéré de marijuana. Baby rompt avec lui lorsqu'elle découvre, en venant lui rendre visite, qu'il l'a trompée avec son ancienne meilleure amie, Kendra. Il étudie au lycée de Nantucket High School.
- James Devlin : James est le frère de Tom, l'ex de Baby. Ils habitent tous les deux dans un vieux cottage sur l'île de Nantucket.
- Lucas Anderson : Lucas est le meilleur ami de Tom, l'ex de Baby. Il habite à Nantucket où il étudie au lycée de Nantucket High School. Il consomme régulièrement de la marijuana.
- Kendra : Kendra est une ancienne amie de Baby et une ex d'Owen. Elle habite à Nantucket où elle étudie au lycée de Nantucket High School. C'est une consommatrice régulière de marijuana. Elle entretient une liaison avec Tom, le petit ami de Baby, dans le dos de la jeune fille après que celle-ci se soit envolée pour New York.
- Gwendolyn Bennett : Gwendolyn est la mère de Jiffy ainsi qu'une ancienne camarade de classe d'Edie Carlyle. Elle est maigre et a des cheveux châtain.
- Muffy Saint Clair : Muffy est une vieille amie de feu Avery Carlyle, la grand-mère maternelle des triplés ainsi que la grand-mère de Tristan, le cavalier d'Avery à la soirée de charité de l'équipe de natation. C'est une petite dame très âgée aux yeux noisette. Elle compte parmi les membres du Conseil des anciens élèves du lycée privé pour filles Constance-Billard. Dans leur jeunesse, Avery et elle se sont attiré beaucoup de problèmes et savaient s'amuser.
- Blanche Coursy : Blanche est la mère de Geneviève, la meilleure amie de Jack. Elle était autrefois mannequin mais exerce aujourd'hui le métier d'actrice. Elle apparaît surtout dans des soap opera. C'est une femme médisante et snob.
- Webber : Webber est le petit ami de Sidney. Il est grand, maigre et a des cheveux châtain rêches style tampon à récurer. Il étudie à l'université Columbia. Il est le fondateur d'un groupe -Underground Response- qui réalise des séances d'improvisation d'art performance dans des endroits publics pour véhiculer certains messages socio-politico-philosophiques (par exemple, anti-consumérisme, anti-sexisme, anti-homophobie, etc.).
- Lord Algernon Sterling : Lord Algernon est le père biologique de Rhys et l'époux de Lady Sterling. C'est un aristocrate anglais et le riche PDG (président directeur général) d'un grand empire de l'édition littéraire qui a fait ses études à l'université d'Oxford. C'est au cours d'un programme d'échange avec le Vassar College qu'il a rencontré son épouse. Il a des cheveux argent.
- Anka : Anka est la domestique d'origine roumaine de la famille Sterling. Elle est sévère et est la seule à tenir tête à Lady Sterling.
- Mateo : Mateo est un jeune et bel aventurier espagnol que Baby rencontre dans un bar. Il est grand, maigre, a des cheveux châtain ondulés, des yeux couleur tequila et des bras musclés. Il est originaire de la ville de Barcelone et a fait le pacte avec son ami Fernando de voyager le plus possible. Il possède un joli accent espagnol. Rebelle et engagé, il compte parmi les membres du groupe - Underground Response - qui réalise des séances d'improvisation d'art performance dans des endroits publics pour véhiculer certains messages socio-politico-philosophiques (par exemple, anti-consumérisme, anti-sexisme, anti-homophobie, etc.).
- Tristan Saint Clair : Tristan est l'ex petit-ami d'Avery et le petit-fils de Muffy. Il est élève au lycée privé Buckhead et en est le capitaine de l'équipe de Squash. Il est très grand, a des cheveux châtain, des yeux bleus étincelants profondément enchâssés, un dos large et une peau bronzée. Il est très séduisant. Il accompagne Avery à un bal de charité mais doit la quitter très rapidement car il fait une réaction allergique à son parfum et aux fleurs de la salle.
- Chelsea Chaplin : Chelsea est une élève du lycée privé pour filles Constance-Billard qui aime commérer. Elle a un nez camus.
- Ticky Bensimmon-Heart : Ticky est la rédactrice en chef du Metropolitan Magazine. C'est une amie de Muffy. Cette dernière va lui présenter Avery à qui Ticky propose un stage au sein de l'équipe de rédaction de son magazine si célèbre. Elle a des cheveux roux vif méchés au henné et crêpés sur huit bons centimètres, des yeux noisette et un front botoxé. Elle est excentrique, exubérante, autoritaire et redoutable mais aussi originale et gentille.
- McKenna : McKenna est une employée du magazine Metropolitan. Elle est très grande et très mince, a un visage en cœur, une peau sans défauts et des cheveux blonds presque blancs coupés au carré et agrémentés d'une frange légère. C'est elle qui est chargée des stagiaires au bureau et est donc la cheffe directe d'Avery. Elle est exigeante, autoritaire et antipathique.
- Gemma : Gemma est une employée du magazine Metropolitan. Elle a des cheveux bruns, le teint pâle, un nez en forme de tremplin de ski, un menton anguleux et un teint barbouillé. Elle est exigeante, autoritaire et antipathique.
- Docteur Rebekah Janus : Le Docteur Janus est une psychothérapeute. Elle est grande et blonde. Elle a des yeux bleus et souffre d'un léger strabisme. Elle devient brièvement la thérapeute de Baby à la suite d'une recommandation de la part de Madame McLean et suggère à la jeune fille que ses problèmes viennent du fait qu'elle est à la recherche de son père qu'elle n'a pas connu. Elle est autoritaire et expéditive, de même que très peu engageante.
- Jeannette : Jeannette est une employée de Dick Cashman, elle travaille essentiellement sur la promotion de ses immeubles. Elle a des cheveux blonds qui lui arrivent aux épaules, des clavicules osseuses et un front botoxé.
- Candice : Candice est une employée de Dick Cashman, elle travaille essentiellement sur la promotion de ses immeubles. Elle a des cheveux blonds qui lui arrivent aux épaules, des clavicules osseuses et un front botoxé.
- Henry
- Ophelia Ravenfeather : Ophelia est la deuxième psychothérapeute et guérisseuse de Baby. C'est une femme assez âgée, très excentrique et originale, adepte du bio et des rituels New Age. Elle a des cheveux gris indisciplinés, un visage ridé et buriné, des yeux marron, des lèvres gercées, des mains noueuses et un menton anguleux.
- James : James est reporter au magazine Metropolitan. Il a des yeux bleus étincelants, une mâchoire carrée et une barbe de quelques jours. Il est d'origine écossaise. Il est séducteur et quelque peu manipulateur ainsi que prêt à tout pour réussir dans son métier.
- Alex Abramson : Alex est la rédactrice en chef adjointe du magazine Metropolitan. Elle possède sa propre rubrique dans ce journal : Demandez à Alex. Elle a des sourcils blonds parfaitement épilés et des yeux bleus et froids.
- Cheryl Katz : Cheryl est la directrice beauté du magazine Metropolitan. Elle est rousse.
- Yves : Yves est un employé du magazine Metropolitan.
- Magellan : Magellan est une petite chienne de la race des Maltipoo (croisement entre un caniche toy et un bichon). Tatyana Cashman l'a offerte à Jack comme animal de compagnie. Elle est gentille, affectueuse et adorable.
- Coach Mann : La coach Mann enseigne la gymnastique aux élèves du lycée privé pour filles Constance-Billard. Elle arbore une coupe de cheveux poivre et sel longue sur la nuque, courte sur les oreilles et en brosse sur le sommet. Elle a une forte poitrine et ressemble à Mel Gibson.
- Monsieur Schorr : Monsieur Schorr enseigne l'anglais au lycée privé pour garçons Saint Jude's. Il est soporifique au point que ses élèves ne l'écoutent jamais.
- Lucas : Lucas est un jeune et riche hippie freegan consommateur de marijuana dont Rhys fait la connaissance au parc. Il est blond, dégingandé et coiffé de dreadlocks. Il est étudiant au lycée Darrow. Il lutte contre le capitalisme et la surconsommation. Ses potes sont Vince, Lisa et Malia.
- Lisa : Lisa est une jeune et riche hippie freegan consommatrice de marijuana dont Rhys fait la connaissance au parc. Elle joue du ukulélé. Elle est étudiante au lycée Darrow. Elle lutte contre le capitalisme et la surconsommation. Ses potes sont Vince, Lucas et Malia.
- Vince : Vince est un jeune et riche hippie freegan consommateur de marijuana dont Rhys fait la connaissance au parc. Il a des cheveux châtain sales. Il lutte contre le capitalisme et la surconsommation. Elle est étudiante au lycée Darrow. Ses potes sont Lisa, Lucas et Malia.
- Malia : Malia est une jeune et riche hippie freegan consommatrice de marijuana dont Rhys fait la connaissance au parc. Elle est étudiante au lycée Darrow. Elle lutte contre le capitalisme et la surconsommation. Ses potes sont Vince, Lucas et Lisa.
- Gladys : Gladys est une vendeuse du magasin Barney's. Elle souhaiterait que Jack, devenue la nouvelle It Girl de Manhattan, porte la nouvelle collection féminine de la boutique pour en faire la publicité.
- Mick : Mick est l'un des vendeurs du magasin Barney's. Il est très petit et a les cheveux hérissés. Il veut devenir styliste et souhaite que Jack soit son nouveau mannequin.
- Lynn : Lynn est la mère de Sidney Miller, l'amie de Baby. Elle est psychothérapeute et a écrit un livre, Votre vie n'est pas si compliquée, dans lequel elle encourage ses lecteurs à se délester du matériel pour trouver le bonheur. C'est une femme aux cheveux châtain foncé, soigneusement coupés au carré, au visage anguleux et à l'air gentil et déterminé. Elle porte des lunettes à la monture en écaille.
- Caramel : Caramel est le chien de compagnie de Sydney Miller. Il a de grands yeux noisette.
- Mike : Mike est le colocataire du coach Siegel. Il est obèse. Autrefois, il a été une vedette de l'équipe de natation de l'université Stanford au sein de laquelle il étudiait. Un jour, il a rencontré une fille, a arrêté le sport et quitté sa faculté pour la suivre à l'université de New York. Quelque temps plus tard, cette dernière l'a quitté, il est allé travailler au Red Lobster à Times Square et a pris beaucoup de poids à la suite du chagrin causé par la séparation.
- Béatrice Bennett Morris : Béatrice est la sœur aînée de Jiffy Bennett, l'amie de Jack. Elle a le double de l'âge de sa sœur et est une mondaine de Manhattan depuis ses seize ans. Elle a divorcé à trois reprises et s'est mariée pour la première fois à dix-neuf ans. Par le passé, elle a épousé un garçon de dix ans son cadet et est aujourd'hui avec un homme beaucoup plus âgé qu'elle, Deptford Morris. C'est une femme entretenue, vénale, très maigre et au physique peu flatteur.
- Deptford Morris : Deptford est le mari actuel de Béatice Bennett, la sœur de Jiffy. Il est beaucoup plus âgé que son épouse et très riche.
- Bailey Winter : Bailey apparaît déjà dans la première série. C'est un célèbre et talentueux styliste de mode et designer. Il est petit et a des cheveux blanc-jaune bien entretenus. C'est lui qui a notamment dessiné les costumes des films Diamants sous Canopée et Café au Palais dans lesquels Serena campe le premier rôle. Durant l'été qui suit leur terminale, il fait de la jeune femme et de son amie, Blair/Olivia, ses muses artistiques et les invite dès lors à passer leurs vacances dans sa villa des Hamptons afin qu'elles puissent sur place lui inspirer sa nouvelle collection. Il est homosexuel. Il a cinq chiens -des Carlins- qu'il adore: Azzedine, Coco, Cristobal, Gianni et Madame Grès. Bailey est extravagant, théâtral et excentrique mais très gentil.
- Remington Wallis : Remington est le compagnon d'Edie, la mère des triplés. Ils se connaissent depuis le lycée, période durant laquelle ils ont vécu une brève relation sentimentale avant de décrocher tous deux leur baccalauréat et de prendre des routes différentes. Il a des cheveux poivre et sel et mesure un mètre et quatre-vingt-dix centimètres. Il a effectué sa licence au sein de l'université Yale puis a poursuivi ses études à l'école de commerce de l'université Harvard. Il a ensuite créé sa propre société d'investissement avant de devenir un enfant prodige de Wall Street. Dans l'intervalle, il a épousé une jet-setteuse infidèle dont il a divorcé peu de temps plus tard. De cette union est née une fille, Layla, qui étudie au Oberlin College. Après la rupture de son mariage, déjà extrêmement riche, il a pris sa retraite et employé son argent à financer des projets artistiques excentriques. Il a également suivi, entre-temps, un cursus dans une école hôtelière. Il a retrouvé Edie quand il a apporté son soutien à une exposition de Brooklyn qui présentait l'une des installations abstraites de cette dernière. Il demande celle-ci en mariage au cours d'un séjour aux Bahamas devant leurs enfants.
- Layla Wallis : Layla est la fille de Remington, le compagnon d'Edie, la mère des triplés, et d'Alison, une jet-setteuse. Elle effectue un double cursus universitaire en mathématiques et philosophie au Oberlin College. Elle est petite, a des cheveux blonds et bouclés, de grands yeux verts, des fossettes et sa poitrine emplit un bonnet 90B. Elle a un piercing au nombril et un tatouage tribal sur l'un de ses biceps. Elle joue de la guitare et fait partie d'un groupe musical, Riled Up. Elle est sympathique, originale et fait facilement preuve d'autodérision. Elle est aussi douce et sincère et ne fait dans la vie que ce qu'elle désire vraiment faire.
- Colette Laurent : Colette est l'une des demi-sœurs de Jack. Elle est la fille née de l'union de Charles Laurent avec Rebecca, une ex enseignante de Yoga. Elle a une sœur jumelle, Elodie. Ses cheveux sont blond clair, ses yeux grands et bleus, sa peau claire, son visage parsemé de taches de rousseur et son nez légèrement retroussé.
- Elodie Laurent :Elodie est l'une des demi-sœurs de Jack. Elle est la fille née de l'union de Charles Laurent avec Rebecca, une ex enseignante de Yoga. Elle a une sœur jumelle, Colette. Ses cheveux sont blond clair, ses yeux grands et bleus, sa peau claire, son visage parsemé de taches de rousseur et son nez légèrement retroussé.
- Riley : Riley est le petit-ami de Layla Wallis, la fille de Remington, le compagnon d'Edie Carlyle. Il est originaire de l'état du Texas et étudie à l'université d'Ithaca. Son père porte des grands chapeaux et les cheveux longs et pense que son fils est homosexuel parce qu'il aime la musique. Ce dernier en est à sa cinquième épouse, la Première Dauphine du concours de Miss Texas. Sa mère elle aussi s'est mariée à plusieurs reprises. Riley est un musicien, il fait partie du même groupe que Layla, les Riled Up, et en a également fondé un autre avec ses amis de l'université, Les Tombeurs. Il a d'épais cheveux châtains ébouriffés, des yeux noisette, des dents blanches étincelantes, des bras musclés et un torse bien ciselé. C'est un excellent cavalier qui aime et respecte les chevaux mais aussi un intellectuel à l'esprit ouvert qui s'intéresse au féminisme. Il est sympathique, simple, taquin et honnête et ne cherche pas à tout prix à donner l'illusion de mener une vie parfaite. Baby fait sa connaissance à l'aéroport avant son départ pour les Bahamas. Elle ignore alors encore qu'il est le petit-ami de sa future belle-sœur. Durant leur séjour sur l'île, ils se rapprochent, deviennent complices et tombent amoureux l'un de l'autre.
- Elsie : Elsie est une jeune anglaise dont Owen fait la connaissance aux Bahamas. Elle est originaire d'Essex, au Royaume-Uni. Elle a des cheveux châtains courts, des yeux noisette, des lèvres rose vif, les incisives un peu de travers, une forte poitrine et un corps mince et bronzé. Elle est très séductrice, aguicheuse et assez désinhibée. Elle est l'amie d'Issy.
- Isobel dite Issy : Issy est l'amie d'Elsie, une anglaise dont Owen fait la connaissance aux Bahamas. Elle est originaire d'Essex, au Royaume-Uni. Elsie cherche à la mettre en couple avec Rhys. Elle a de longs cheveux teints en blond platine mais naturellement blond sale, des yeux marron foncé, des dents tordues, des seins énormes et un corps maigre. Désinhibée, elle a reçu du gouvernement britannique plusieurs injonctions pour Comportement Anti-Social, notamment pour avoir couché avec un garçon dans les toilettes d'un fast-food. Elle est séductrice et aguicheuse et adore initier les garçons au sexe.
- Jean-Luc : Jean-Luc est le chef d'un restaurant où dînent Edie, Remington et leurs enfants aux Bahamas et où Remington demande Edie en mariage devant leurs enfants. Il apprécie beaucoup Remington qu'il compte parmi ses meilleurs clients.
- Yvette : Yvette est l'organisatrice d'événements de l'hôtel où logent les Carlyle et les Wallis aux Bahamas. C'est elle qui est chargée d'organiser la réception de mariage d'Edie et Remington. Elle a des cheveux couleur miel et est botoxée.
- Jasmin : Jasmin est la jolie et toute petite vendeuse du magasin de vêtements de l'hôtel où logent les Carlyle et les Wallis aux Bahamas. Elle collabore avec Yvette. Elle a des yeux marron foncé. Elle est chargée d'habiller le cortège nuptial lors du mariage d'Edie et Remington.

## Différences avec l'adaptation télévisée[2]
- Dans les romans, Blair/Olivia a un frère et une demi-sœur biologiques ainsi qu'une demi-sœur et un demi-frère adoptifs. Dans l'adaptation télévisée, en revanche, Blair est fille unique.
- Dans les romans, Dan et Serena n'ont qu'une brève liaison. Si Dan est en effet amoureux de la jeune fille depuis longtemps, ses sentiments reposent surtout sur un fantasme, une idéalisation... Il se montrera un peu trop pressant et étouffant avec sa dulcinée qui se lassera très vite de lui. Ils se remettent cependant ensemble à l'université et leur liaison dure alors deux ans. Dans la série télévisée, Dan est aussi amoureux de Serena depuis longtemps mais la jeune fille finit par lui rendre son amour et leur relation est une intrigue récurrente de la saga.
- Dans les romans, Dan et Vanessa sont des âmes sœurs. Dans la série télévisée, Vanessa et Dan vivent une courte idylle dans la saison 3 et au début de la saison 4 et ne se remettront ensuite plus jamais ensemble, malgré les sentiments qu'éprouve la jeune fille à l'égard de son meilleur ami.
- Dans les romans, Dan a sa première expérience sexuelle avec Vanessa. Dans la série télévisée, Dan fait l'amour pour la première fois avec Serena.
- Dans les romans, Blair/Olivia a sa première expérience sexuelle avec Nate. Dans la série télévisée, Blair fait l'amour pour la première fois avec Chuck.
- Dans les romans, Serena a sa première expérience sexuelle avec Nate. Dans la série télévisée, on ignore avec qui Serena a vécu sa première expérience sexuelle mais ce n'était pas avec Nate.
- Dans les romans, Blair/Olivia n'est pas très préoccupée par l'image qu'elle renvoie à autrui. En effet, elle se coupe un jour elle-même les cheveux à la garçonne sur un coup de tête et emménage dans le quartier de Williamsburg avec Vanessa après un conflit avec sa mère. Elle se baigne nue en public et est capable d'arriver à une fête sans culotte. Dans la série télévisée, cependant, Blair est obnubilée par son image de marque, son statut social et ce que les autres peuvent penser d'elle (elle désire faire partie de tous les groupes et sociétés prestigieux : La Table élitaire, The Hamilton, etc. ; elle est la reine de Manhattan...). Elle ne se couperait jamais les cheveux elle-même et n'irait pour rien au monde vivre à Williamsburg qu'elle juge absolument malfamé. Son look est également le reflet de cet élitisme, ainsi, elle ne le néglige jamais et ne se promènerait jamais nue.
- Dans les romans, Blair/Olivia est très préoccupée par son avenir : entrer à Yale, épouser Nate, devenir avocate... Elle se fiche de gouverner et ne donne d'ordres à personne. Dans la série télévisée, bien qu'elle soit obnubilée par son avenir, Blair est surtout obsédée par son statut social et l'exercice d'un pouvoir monarchique. Elle aime avoir ses suivantes et contrôler tout un peuple.
- Dans les romans, Blair/Olivia est impulsive. Dans la série télévisée, Blair a une fâcheuse tendance à la manigance, elle médite ses vengeances sur la durée.
- Dans les romans, Serena est compatissante et très gentille. Elle supporte toutes les hostilités de Blair/Olivia sans se plaindre et est toujours prête à se réconcilier avec elle. Dans la série télévisée, Serena est gentille mais est capable de se venger et de manigancer quand elle se sent menacée ou est en proie à la jalousie.
- Si dans la série télévisée, les parents de Serena sont divorcés, ils sont en revanche toujours ensemble dans les romans.
- Dans les romans, Serena entretient une relation complice avec son père tandis que William Van der Woodsen a abandonné ses enfants dans la série télévisée.
- Dans les romans, les parents de Chuck sont toujours vivants et présents dans la vie de leur fils. Dans l'adaptation télévisée, Chuck se retrouve orphelin très jeune.
- Dans les romans, Chuck a un frère biologique, Donald Bass. Dans l'adaptation télévisée des romans, Chuck est fils unique. Il hérite cependant d'une sœur adoptive, Serena, et d'un frère adoptif, Eric, lors du remariage de Bart avec Lily.
- Dans les romans, le Capitaine Archibald est un ancien capitaine de la marine militaire américaine issu d'un milieu très aisé reconverti en banquier. Il est très sévère et très droit. Dans la série télévisée, Howard Archibald est un trader qui tire avant tout sa fortune de son mariage avec une Van der Bilt. Il écope d'une peine de prison après avoir été inculpé pour malversations financières, fraude et détournements et extorsions de fonds et souffre durant tout un temps d'une addiction aux drogues dures.
- Dans les romans, la mère de Nate est une aristocrate française. Dans l'adaptation télévisée, Anne Van der Bilt est l'héritière d'une longue lignée de célèbres et richissimes députés américains.
- Dans les romans, Serena est renvoyée du pensionnat après avoir prolongé ses vacances d'été sans l'autorisation préalable de la direction de l'établissement et décide alors de rentrer à New York pour retrouver Blair/Olivia et Nate tandis que, dans la série télévisée, Serena revient à Manhattan après avoir essuyé un scandale impliquant une liaison avec l'un de ses enseignants du pensionnat mais aussi pour prendre soin de son frère qui vient de faire une tentative de suicide.
- Dans les romans, Serena a quitté Manhattan parce qu'elle a fait l'amour avec Nate qui sort officiellement avec Blair/Olivia et désire s'épargner un chagrin d'amour et s'effacer pour sa meilleure amie amoureuse. Dans la série télévisée, Serena quitte Manhattan parce qu'elle croit avoir causé la mort d'un jeune héroïnomane qui a fait une overdose sous ses yeux.
- Dans les romans, Jenny est une artiste peintre tandis qu'elle est une styliste en herbe dans l'adaptation télévisée.
- Dans les romans, Erik Van der Woodsen est le frère aîné de Serena, un coureur de jupon hétérosexuel et fêtard et un étudiant de l'université Brown. Il est grand, blond et a les yeux bleus. Il ne connaît pas Jenny. Dans la série télévisée, Eric est le frère cadet de Serena, il a fait une dépression sévère qui l'a conduit à tenter de mettre fin à ses jours; il est homosexuel, monogame et également un lycéen très sage. Il est le meilleur ami de Jenny Humphrey. Il est petit, brun et a les yeux bruns. Il se teint parfois en blond. Il étudiera plus tard au Sarah Lawrence College.
- Dans les romans, la candidature de Blair/Olivia est acceptée dans les universités de Georgetown et Yale. Elle intègre Yale après le lycée et y étudie les sciences politiques durant quatre ans dans l'espoir d'être ensuite admise en faculté de droit. Dans la série télévisée, Blair n'a postulé qu'à Yale et voit son admission dans cet établissement annulée lorsqu'elle est accusée d'avoir bizuté une enseignante. Elle intègre donc l'université de New York après le lycée où elle effectue sa première année d'études. Elle est ensuite acceptée à Columbia au sein de laquelle elle poursuit son cursus. On suppose qu'elle n'y étudie pas les sciences politiques puisqu'elle réalise un stage au sein d'un magazine de mode puis dirige l'entreprise de sa mère.
- Dans les romans, Blair/Olivia décroche un stage dans un cabinet d'avocats. Dans l'adaptation télévisée de la série, Blair effectue son stage dans un magazine de mode.
- Dans les romans, Blair/Olivia et Vanessa deviennent colocataires et amies. Dans la série télévisée, Blair et Vanessa se détestent.
- Dans les romans, Dan est un poète accro au café et à la cigarette. Dans l'adaptation télévisée de la série, Dan est un romancier qui fait beaucoup plus attention à sa santé.
- Dans les romans, Dan et Vanessa se connaissent depuis deux ans seulement lorsque l'histoire commence. Dans la série télévisée, Dan et Vanessa se fréquentent depuis leur enfance.
- Dans les romans, Jenny est petite, brune, frisée et possède une très forte poitrine. Dans l'adaptation à la télévision de la série, Jenny est grande, blonde et fine.
- Dans les romans, Vanessa a la peau très blanche et les yeux noisette. Dans la série télévisée, Vanessa est une métisse à la peau foncée et aux yeux bleus.
- Dans les romans, Vanessa est une rebelle au look punk peu soigné (bottines de motard aux pieds, cols roulés noirs et informes...) et au crâne rasé. Dans la série télévisée, Vanessa a un look certes un peu bohème mais soigné et tendance et porte les cheveux longs.
- Dans les romans, Rufus Humphrey et Lillian Van der Woodsen ne se connaissent pas et n'ont donc jamais entretenu de liaison. Dans la série télévisée, Rufus et Lily sont fou amoureux l'un de l'autre depuis l'âge de dix-neuf ans, ont eu un enfant ensemble et se sont même mariés et installés ensemble dans l'Upper East Side.
- Dans les romans, Lily et Bart ne se sont jamais mariés. Dans la série télévisée, Lily et Bart se sont mariés et ont vécu ensemble à deux reprises.
- Dans les romans, Aaron Rose est un anarchiste pacifiste végétalien coiffé de dreadlocks et fidèle en amour qui fume des cigarettes aux plantes et a un bouledogue comme animal de compagnie. Il étudie plus tard à Harvard. Dans la série télévisée, Aaron Rose est un artiste polygame, anciennement alcoolique. Ses cheveux ne sont pas coiffés de dreadlocks, il n'a pas de chien et n'étudie pas à Harvard.
- Dans les romans, Aaron Rose a un faible pour Blair/Olivia quand commence l'histoire. Dans la série télévisée, Aaron n'a d'yeux que pour Serena.
- Dans les romans, Aaron Rose entretient une brève idylle avec Vanessa. Dans la série télévisée, Aaron et Vanessa n'ont aucune relation d'aucune sorte.
- Dans les romans, Blair/Olivia et Erik sortent brièvement ensemble. Dans la série télévisée, Blair et Eric sont seulement amis.
- Dans les romans, Vanessa fréquente - avec Serena, Blair/Olivia et Jenny - le lycée Constance Billard. Dans la série télévisée, Vanessa fait ses études secondaires par correspondance.
- Dans les romans, Chuck et Dan étudient au lycée de Riverside Prep. Dans la série télévisée, Chuck et Dan sont, tout comme Nate, des étudiants de Saint Jude's.
- Dans les romans, Blair/Olivia rencontre Lord Marcus Beaton-Rhodes au Yale Club de New York. Il est une version britannique de Nate et a effectué ses études universitaires à Yale. La jeune femme s'imagine très bien l'épouser et va même jusqu'à acheter une robe de mariée en prévision de cette union. Après la remise des diplômes du lycée, une rumeur publiée par Gossip Girl soutient cependant que l'aristocrate est déjà engagé auprès d'une autre fille. Dans un premier temps, Blair/Olivia n'en croit pas un mot et se rend dès lors à Londres pour le voir. Malheureusement, elle réalise sur place que son fiancé porte plus d'intérêt à sa cousine qu'il ne lui en montre à elle. Elle rentre donc à New York sans un mot pour lui. Dans la série télévisée, Blair rencontre Lord Marcus Beaton lors de ses vacances d'été en Europe et l'utilise au départ pour rendre Chuck jaloux. Elle découvre également par la suite qu'il entretient une liaison avec sa belle-mère.
- Dans les romans, Dan vit dans l'Upper West Side. Dans la série télévisée, Dan habite dans un appartement à Brooklyn.
- Dans les romans, la mère de Dan s'appelle Jeannette, elle est brune et a définitivement quitté le domicile familial quand ses enfants étaient encore assez jeunes et n'a pas entretenu de contact avec eux par la suite. Elle s'est installée à l'époque en Europe de l'Est avec un homme riche. C'est une mondaine exubérante. Dans la série télévisée, Alison est blonde et quitte Rufus quand Dan a seize ans et Jenny, quatorze et emménage à Hudson où elle tombe amoureuse de son voisin. Elle reste par la suite présente dans la vie de Dan et Jenny. C'est une femme avec la tête sur les épaules qui déteste les mondanités.
- Dans les romans, Serena ne doit pas seulement sa célébrité à sa fortune, sa beauté et les délirantes fêtes auxquelles elle participe mais bien à ses expériences de mannequin et à sa carrière d'actrice. Dans la série télévisée, Serena est connue parce qu'elle est une sorte de it girl milliardaire qui fait très souvent la une de la presse à scandale.
- Dans les romans, Serena obtient une note excellente aux S.A.T. Dans la série télévisée, Serena n'a pas l'occasion de passer les S.A.T. puisqu'elle est droguée la veille de leur organisation par Georgina Sparks qui ne la réveille pas au matin du jour fatidique.
- Dans les romans, Serena marque une pause d'un an dans ses études à sa sortie du lycée pour se consacrer à sa carrière d'actrice et trouver sa voie dans l'intervalle puis étudie un an à la New School avant de terminer son cursus universitaire à Yale et d'en sortir diplômée deux ans plus tard à peine. Dans la série télévisée, Serena prend une année sabbatique après le lycée durant laquelle elle travaille tour à tour pour une attachée de presse et un député puis intègre l'université Columbia où elle n'étudie qu'une seule année avant de mettre un terme définitif à ses études supérieures.
- Dans les romans, Nate n'obtient pas son baccalauréat, ceci en punition pour avoir volé le viagra de son entraîneur de crosse à la fin du lycée. Dans la série télévisée, Nate a décroché son baccalauréat en 2009.
- Dans les romans, Nate effectue ses deux premières années d'études supérieures à l'université de Deep Springs et les deux suivantes à Brown où il se spécialise en études américaines. Dans l'adaptation télévisée de la série, Nate étudie à Columbia. Il dirige ensuite un journal people puis brigue la fonction de maire de New York.
- Dans les romans, Chuck a un singe - Sweetie Bass - comme animal de compagnie. Il le promène partout et l'habille comme lui. Dans la série télévisée, Chuck n'a pas de singe mais adopte un chien dans la saison 5, Monkey (mot anglais qui désigne le singe).
- Dans les romans, Chuck pratique un temps le mannequinat puis effectue ses deux premières années d'études supérieures à l'université de Deep Springs et les deux suivantes à Oxford. Dans la série télévisée, Chuck n'est pas mannequin et ne va pas à l'université, il décide plutôt de monter sa propre chaîne d'hôtels après le lycée et suit seulement quelques cours de commerce à Columbia dans la saison 4.
- Dans les romans, au début de la saga, Chuck est un personnage égocentrique, odieux, arrogant, méprisant et également un violeur. Dans le sequel, il revient du Deep Springs College -une université au sein de laquelle on mélange travaux manuels difficiles et travail intellectuel - complètement métamorphosé. C'est à présent un gentleman, compatissant, poli, courtois, soucieux des sentiments d'autrui.

Dans la série télévisée, dans les premiers épisodes, Chuck est un personnage arrogant, égocentrique, odieux, manipulateur, méprisant et un violeur. Il commence à changer dans un premier temps en tombant amoureux de Blair, en trouvant une nouvelle figure maternelle en Lily puis, au cours de la saison 4, après avoir été violemment agressé par des loubards et recueilli par une jeune fille honnête, modeste et adorable. Il devient à son contact un vrai philanthrope, quelqu'un de plus généreux, attentionné, simple, empathique...
- Dans les romans, Chuck et Nate ne deviennent amis qu'à l'âge adulte. Dans la série télévisée, Chuck et Nate sont des meilleurs amis depuis l'école maternelle.
- Dans les romans, Dan a une passade homosexuelle. Dans la série télévisée, Dan ne sort qu'avec des filles.
- Dans les romans, Dan étudie un semestre à l'Evergreen State College et les sept suivants à Columbia. Dans la série télévisée, Dan étudie à l'université de New York.
- Dans les romans, Chuck et Blair/Olivia ne commencent à sortir ensemble qu'au cours de leur troisième année d'université. Cette relation durera près de deux ans. Chuck propose à Blair/Olivia de venir vivre avec lui à la fin de leurs études mais la jeune fille n'est pas encore prête à prendre ce genre d'engagement et décide donc de rompre avec lui. Dans la série télévisée, Chuck et Blair commencent leur relation amoureuse à l'âge de dix-sept ans environ et se marient dans la dernière saison. C'est la relation amoureuse centrale de la saga.
- Dans les romans, Serena n'a qu'un frère, Erik. Dans la série télévisée, Serena a un frère biologique, Eric, un frère adoptif, Chuck, un demi-frère biologique, Scott Rosson et une demi-sœur biologique qui est aussi sa cousine, Charlotte Rhodes.
- Dans les romans, Dan n'a qu'une sœur, Jenny. Dans la série télévisée, Dan a une sœur, Jenny et un demi-frère, Scott Rosson.
- Dans les romans, l'identité de Gossip Girl ne sera jamais révélée. Dans la série télévisée, Gossip Girl s'avère finalement être Dan.
- Dans les romans, Harold Waldorf quitte Eleanor après que celle-ci l'ait surpris en compagnie de son jeune secrétaire de vingt-et-un ans. Il décide alors de s'exiler dans le sud de la France avec son jeune amant où il exploite un domaine viticole. En France, il rencontre un jeune et séduisant Français, Gilles, avec qui il se marie et adopte des jumeaux cambodgiens, Pierre et Pauline Waldorf. Dans la série télévisée, Harold Waldorf est tombé amoureux d'un mannequin employé par son épouse, Roman, et est parti s'installer avec lui en France. Ils n'ont pas d'enfants ensemble.
- Dans les romans, Eleanor tombe enceinte de Cyrus peu après leur rencontre. Leur petite fille s'appelle Yale Rose. Le fils de Cyrus, Aaron, vient s'installer avec son père chez les Waldorf. Dans l'adaptation télévisée de la série, Eleanor et Cyrus n'ont pas d'enfants ensemble et Aaron ne vit pas avec eux.
- Dans les romans, Nate ne parvient jamais vraiment à choisir entre Serena et Blair/Olivia, y compris à la fin de la saga. Dans l'adaptation des romans à la télévision, en revanche, Nate aime Serena, même à la fin de la série.
- Dans les romans, Vanessa a fondé un magazine artistique, Rancœur, dans son lycée. Dans la série télévisée, Vanessa ne dirige aucun magazine et suit des cours par correspondance, elle ne fréquente donc aucun lycée.
- Dans les romans, Nate trompe souvent ses petites amies. Dans la série télévisée, Nate n'a trompé que Blair un soir de beuverie avec Serena dont il était fou amoureux. Excepté cet incident, il reste un garçon fidèle en amour.
- Dans les romans, Nate a tendance à fuir devant ses responsabilités et ne sait pas prendre de décisions. Dans la série télévisée, Nate tient tête à sa famille, pousse son père à affronter le F.B.I., dirige son propre magazine et avoue facilement ses sentiments.
- Dans la série télévisée, Vanessa part étudier un an en Espagne dans le cadre de son cursus de cinéma à l'université de New York. Dans les romans, Vanessa reste à N.Y.U. durant ses quatre années d'études.
- Dans les romans, Blair/Olivia effectue un Erasmus d'un an au Royaume-Uni. Dans la série télévisée, Blair n'étudie jamais à l'étranger.
- Dans les romans, Georgina Spark est une jeune droguée que Nate rencontre au cours d'une cure dans un centre de désintoxication. Ils vivent une brève idylle ensemble jusqu'à ce que Nate se lasse du comportement borderline de sa petite amie. Georgina rencontre Chuck et Serena par son biais lors d'un séjour au ski. Serena et elle s'entendent assez bien mais ne se fréquenteront pas longtemps. Dans l'adaptation télévisée, Georgina est une amie de Serena depuis bon nombre d'années et a couché avec Chuck en sixième. Elle n'est jamais sortie avec Nate et a bien plus de problèmes qu'une addiction aux drogues : elle manipule et trompe sans cesse son entourage, drogue ses amis à leur insu, détruit les autres...
- Dans les romans, le nom de Georgina est Spark. Dans la série télévisée, le nom de Georgina est Sparks.
- Dans les romans, Georgina a les yeux brun foncé et les cheveux noirs. Dans la série télévisée, Georgina a les yeux bleus et les cheveux châtain foncé.
- Dans les romans, Serena est un personnage assez libre qui aime s'amuser mais ne dépasse pas certaines limites. Elle tombe souvent amoureuse mais n'a pas collectionné les aventures d'un soir. Elle procrastine beaucoup dans ses études au cours de ses années lycée et produit peu d'efforts en la matière mais parvient quand même à fournir le minimum de travail nécessaire à sa réussite et ne trichera qu'à son examen de chimie en fin de terminale. Dans la série télévisée, Serena est une fêtarde qui, autrefois, consommait des drogues dures, enchaînait les nuits blanches et les résultats scolaires médiocres, séchait continuellement les cours, trichait fréquemment et collectionnait les aventures d'un soir.
- Dans les romans, Jenny a pour modèle Serena et désire lui ressembler. Elle fait également tout pour s'intégrer au groupe des filles riches, glamour et populaires de son lycée mais n'y perd pas son intégrité. Dans la série télévisée, Jenny admire surtout Blair et se montre prête à tout pour devenir la It Girl de son lycée, y compris mentir à son entourage, manipuler sa famille et ses amis, humilier les gens qu'elle aime, comploter, intriguer, vendre de la drogue...
- Dans les romans, Jenny fait l'amour pour la première fois de sa vie avec Nate. Dans la série télévisée, Jenny fait l'amour pour la première fois de sa vie avec Chuck.
- Dans les romans, Jenny est renvoyée du lycée Constance Billard à la fin de sa troisième année pour avoir dormi avec les garçons du groupe musical branché The Raves et s'inscrit ainsi dès sa seconde dans un pensionnat huppé: Waverly Prep. Dans la série télévisée, Jenny est envoyée par son père au cours de son année de terminale dans un lycée à Hudson, chez sa mère, pour l'éloigner du milieu dans lequel elle évolue et qu'il juge nocif pour elle.
- Dans les romans, Jenny intègre la Rhode Island School of Design après avoir été diplômée du lycée afin d'y étudier le dessin. Dans l'adaptation télévisée des romans, Jenny part étudier le stylisme à Londres après avoir décroché son diplôme du lycée.
- Dans les romans, Rufus est un éditeur bohème et beatnik de poètes mineurs de la Beat Generation. Dans la série télévisée, Rufus est une ancienne rock star reconvertie en galeriste spécialisé dans l'art contemporain.
- Dans les romans, Serena défile à la fashion week pour le compte du célèbre styliste de tenues de sport, Les Best. Dans l'adaptation télévisée de la série, Serena défile pour la mère de Blair, Eleanor Waldorf, à la fashion week de New York après que les mannequins de cette dernière aient été congédiés par Blair elle-même.
- Dans les romans, une vidéo de Vanessa mise en ligne à son insu est remarquée par le grand réalisateur de film alternatif, Ken Mogul. Ce dernier lui propose alors de projeter son court-métrage au défilé de mode d'un créateur reconnu, Jedediah Angel, à la suite de quoi il l'engage comme assistante de réalisation sur l'un de ses tournages. Dans la sérié télévisée, Vanessa envoie l'un de ses courts-métrages à un concours dont elle remporte le premier prix.
- Dans les romans, la gouvernante de Blair/Olivia s'appelle Esther et n'entretient avec elle que des rapports professionnels distants. Dans la série télévisée, la gouvernante de Blair est Dorota et toutes deux entretiennent des rapports étroits, presque familiaux, similaires à ceux que peuvent construire ensemble une mère et une fille.
- Dans les romans, Serena et Nate vivent dans de superbes hôtels particuliers sur la 5e avenue. Dans la série télévisée, Serena vit dans un luxueux duplex.
- Dans les romans, Isabel Coates et Kati Farkas sont les meilleures amies du monde jusqu'à leur séjour à l'université où elles s'avouent enfin leur amour réciproque et s'installent ensemble. Dans la série télévisée, Isabel Coates et Kati Farkas sont en quelque sorte amies même si elles se tirent souvent dans les pattes, comme la plupart des filles de leur groupe. On n'entend plus très souvent parler de Kati au fur et à mesure qu'on avance dans les épisodes puisqu'elle a été éclipsée par Penelope, Hazel et Nelly. Isabel et elle ne sont pas lesbiennes et ne tombent pas amoureuses l'une de l'autre.
- Dans les romans, Cyrus est un riche promoteur immobilier. Dans la série télévisée, Cyrus est un riche avocat officiant dans l'industrie des arts du spectacle.
- Dans les romans, Blair/Olivia est très populaire et exerce une certaine autorité sur son petit groupe d'amies et faire-valoirs : Isabel Coates, Kati Farkas et Rain Hoffstetter. Cependant, il n'existe aucun système monarchique régissant leurs relations. Dans la série télévisée, Blair a été couronnée reine par les filles de son école et une véritable monarchie a été mise en place au sein du lycée Constance-Billard et des autres lycées privés huppés de Manhattan.
- Dans les romans, Dan voit l'un de ses poèmes publié dans le New Yorker à la suite de quoi il est contacté par un célèbre agent littéraire qui le recommande comme stagiaire au fameux rédacteur de la plus prestigieuse revue de littérature au monde, La Lettre rouge, Siegfried Castle. Cependant, le stage se déroule mal et Dan l'abandonne très vite, ne supportant plus l'attitude hostile de son chef à son égard. Le poème en question s'intitule Salopes et reflète la colère qu'éprouve Dan à l'égard de Jenny et Vanessa. Dans la série télévisée, Dan voit l'une de ses nouvelles publiée dans le New Yorker à la suite de quoi il décroche un stage d'assistant auprès de l'écrivain Jeremiah Harris qui le renvoie très vite, déçu par son manque d'implication. La nouvelle raconte la rencontre de Dan et Serena et constitue une véritable ode à la passion que le jeune homme porte à la belle blonde.
- Dans les romans, le deuxième prénom de Serena est Caroline. Dans la série télévisée, le deuxième prénom de Serena est Celia.
- Dans les romans, Dan, Jenny, Vanessa et Aaron ont chacun un animal de compagnie. Dans la série télévisée, aucun d'eux n'a d'animal de compagnie.
- Dans les romans, Blair/Olivia, Serena et Rufus fument régulièrement. Dans la série télévisée, Blair, Serena et Rufus ne fument pas.
- Dans les romans, Blair/Olivia a les yeux bleus. Dans la série télévisée, Blair a les yeux bruns.
- Dans les romans, Chuck a les cheveux noirs. Dans la série télévisée, Chuck a les cheveux châtain.
- Dans les romans, Chuck est grand. Dans la série télévisée, Chuck est de taille moyenne.
- Dans les romans, Nate mesure un mètre et quatre-vingt-cinq centimètres. Dans la série télévisée, Chace Crawford -l'acteur qui campe le rôle de Nate - mesure un mètre et septante-huit centimètres.
- Dans les romans, Nate aime naviguer et construire des bateaux au point qu'il part faire le tour du monde à bord d'un voilier après la fin du lycée. Dans la série télévisée, le grand-père maternel de Nate lui a appris à naviguer mais il ne semble pas que cela constitue une vraie passion pour le jeune homme.
- Dans les romans, Nate a les yeux vert foncé pétillant. Dans la série télévisée, il a les yeux bleus.
- Dans les romans, Eleanor est blonde. Dans la série télévisée, Eleanor est brune.
- Dans les romans, Rufus a les cheveux gris, bouclés et hirsutes et les dents tordues et tachées par le café. Dans la série télévisée, Rufus a les cheveux noirs et lisses et les dents droites et blanches.
- Dans les romans, William Van der Woodsen est blond aux yeux bleu foncé. Dans la série télévisée, William Van der Woodsen a les cheveux noirs et les yeux bruns.
- Dans les romans, la domestique des Van der Woodsen s'appelle Deirdre. Dans la série télévisée, elle s'appelle Larissa.
- Dans les romans, Zeke est le meilleur ami de Dan. Il est grand, costaud, joue au basketball et étudie à Riverside Prep puis au M.I.T. Dans la série télévisée, Zeke n'apparaît jamais.
- Dans les romans, Elise Wells est la meilleure amie de Jenny. C'est donc un personnage récurrent de la saga. Elle est grande, blonde, a des taches de rousseur, des bourrelets sur le ventre et des yeux bleus. Elle est la fille d'Owen Wells, un avocat et recruteur de l'université Yale, avec lequel Blair/Olivia entretient une courte liaison amoureuse. Elle a une brève passade homosexuelle et, plus tard, tombe amoureuse de Dan. Dans la série télévisée, Elise Wells est l'une des bizutes de Blair et ses suivantes royales. Elle devient une amie de Jenny durant une brève période mais leurs liens ne sont pas aussi étroits que ceux qu'elles entretiennent dans les romans. De plus, Elise se détourne définitivement d'elle quand elle apprend que cette dernière lui a menti à propos de sa première relation sexuelle. Elle est brune, petite, mince, a les yeux bruns et n'a pas de taches de rousseur.
- Dans les romans, Jenny et Nate entretiennent une relation amoureuse durant quelque temps au début de la saga puis se remettent ensemble à l'université. Leur liaison dure alors un an. Leur première rupture est causée par la crainte qu'inspire le fort attachement de Jenny à Nate au jeune homme et aux sentiments que ce dernier éprouve encore à son ex, Blair. La deuxième survient quand Jenny s'aperçoit de ce que leur histoire d'amour est devenue trop routinière et monotone et ne lui convient donc plus. Dans la série télévisée, Jenny et Nate ont une très brève relation sentimentale en début de saison 2, avortée prématurément par la fugue de Jenny et les manigances de Vanessa qui souhaite récupérer son ex dans sa vie puis ne se remettent plus jamais ensemble.
- Dans les romans, Nate a trois meilleurs amis : Anthony, Charles et Jeremy. Après le lycée, Chuck devient son meilleur ami. Dans la série télévisée, Nate et Chuck sont les meilleurs amis du monde depuis l'enfance mais Nate devient aussi un très bon ami de Dan dès la saison 2. Anthony, Charles et Jeremy ne font pas partie du décor.
- Dans les romans, Nate et Dan ne sont pas amis. Dan déteste Nate parce qu'il a vécu une relation amoureuse avec Jenny qui s'est mal terminée et aussi parce qu'il a un lourd passif avec Serena. Dans la série télévisée, Nate et Dan deviennent amis durant la saison 2.
- Dans les romans, Dan et Chuck se détestent. Dans la série télévisée, Dan et Chuck se détestent durant plusieurs saisons puis deviennent amis au cours de la saison 5.
- Dans les romans, Blair/Olivia et Vanessa vivent en colocation durant une brève période et deviennent même de bonnes amies. Dans la série télévisée, Blair/Olivia et Vanessa se détestent et se méprisent.
- Dans les romans, Jenny et Vanessa, dans un premier temps, ne peuvent pas se supporter mais se lient finalement petit à petit d'amitié. Dans la série télévisée, Jenny et Vanessa sont amies depuis longtemps déjà lorsque débute la saison 1 et le resteront tout au long de l'histoire, malgré parfois quelques frictions.
- Dans les romans, Serena et Vanessa deviennent amies malgré la jalousie qu'éprouve Vanessa envers Serena, aimée de Dan, au début de la saga. Dans la série télévisée, Serena et Vanessa commencent leur relation par une certaine rivalité, toutes deux jalouses de l'attention que porte Dan tantôt à l'une tantôt à l'autre mais finissent par devenir amies. À la fin de la saison 3, cependant, elles redeviennent des rivales dans leur conquête du cœur de Dan et Vanessa dépasse les bornes en participant au plan élaboré par Juliet pour détruire la vie de Serena, ce qui tend à gâcher définitivement leurs rapports amicaux.
- Dans les romans, Jenny idolâtre Serena du début jusqu'à la fin de la saga. Dans l'adaptation télévisée des romans, Jenny idolâtre Serena au début de la saga puis lui jalouse l'attention de Nate dans la saison 3 et participe au plan élaboré par Juliet pour détruire la vie de Serena.
- Dans les romans, Eleanor et Cyrus déménagent avec Tyler et Yale en Californie où ils ont acheté un hôtel à la fin de l'année de terminale de Blair/Olivia et Aaron. Dans la série télévisée, Eleanor et Cyrus déménagent seuls à Paris quand Blair étudie à l'université.
- Dans les romans, Ruby, la sœur aînée de Vanessa, épouse un homme, un artiste peintre tchèque et conçoit une petite fille, Moxie, avec lui. Dans la série télévisée, Ruby est apparemment lesbienne.
- Dans les romans, le personnage de Jack Bass n'existe pas. Dans la série télévisée, Jack Bass est l'oncle paternel de Chuck et devient très vite un personnage récurrent de la saga puisqu'il apparaît dans chacune de ses saisons.
- Dans les romans, Blair a très peu de contact avec Dan. Dans la série télévisée, en revanche, elle est souvent amenée à le croiser puisque le jeune homme entretient d'abord une relation amoureuse avec sa meilleure amie puis une relation amicale avec son ami, Nate et son mari, Chuck et passe son temps à le mépriser. Elle est également, par la suite, amenée à de nombreuses reprises à comploter avec lui pour sauver Serena de certains situations tendues et finit même par tisser avec lui des liens amicaux profonds au cours de la saison 4. Plus tard, ils s'engageront également dans une relation amoureuse sérieuse et sincère à laquelle la jeune femme met un terme quand elle s'aperçoit de ce que Chuck est l'homme de sa vie.
- Dans les romans, après leur départ pour l'université, Serena, Blair/Olivia, Nate, Vanessa, Dan, Jenny et Chuck laissent leurs places à Avery, Baby, Owen, Jack, Rhys et J.P. Dans la série télévisée, en revanche, on ne voit jamais apparaître Avery, Baby, Owen, Jack, Rhys et J.P.